# Liste de grottes

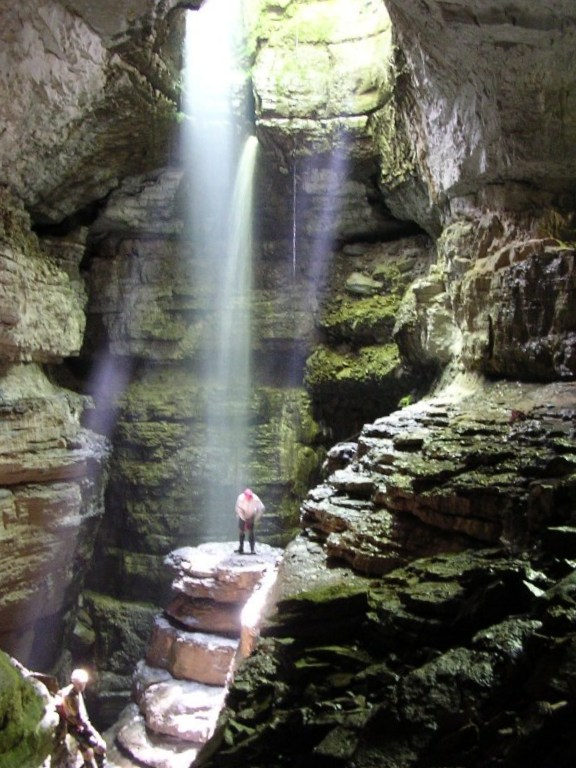
Grotte dans l'Alabama (États-Unis).

La liste de grottes présentée ci-dessous est un échantillonnage, classé par continent (politique) puis par pays ou État, de cavités souterraines naturelles (grottes, gouffres…), ayant acquis une relative notoriété du fait de leur fréquentation et/ou de leurs particularités : dimensions (développement ou dénivelé), concrétionnement, art rupestre, art mobilier, pratiques rituelles, etc.
Établir une telle liste de cavités est une tâche sans fin car leur nombre déjà très important (sans doute plusieurs dizaines de milliers dans le monde) s'accroît au fil des découvertes des spéléologues.
Les pays contenant un nombre important de cavités recensées (Allemagne, Espagne, France, notamment) font l'objet d'article dédiés.
En fin d'article sont mentionnées des cavités d'effondrement présumées, détectées en 2007 sur la planète Mars, ainsi qu'un tube de lave repéré en 2009 sur la Lune.

## Terre

### Afrique

#### Afrique du Sud

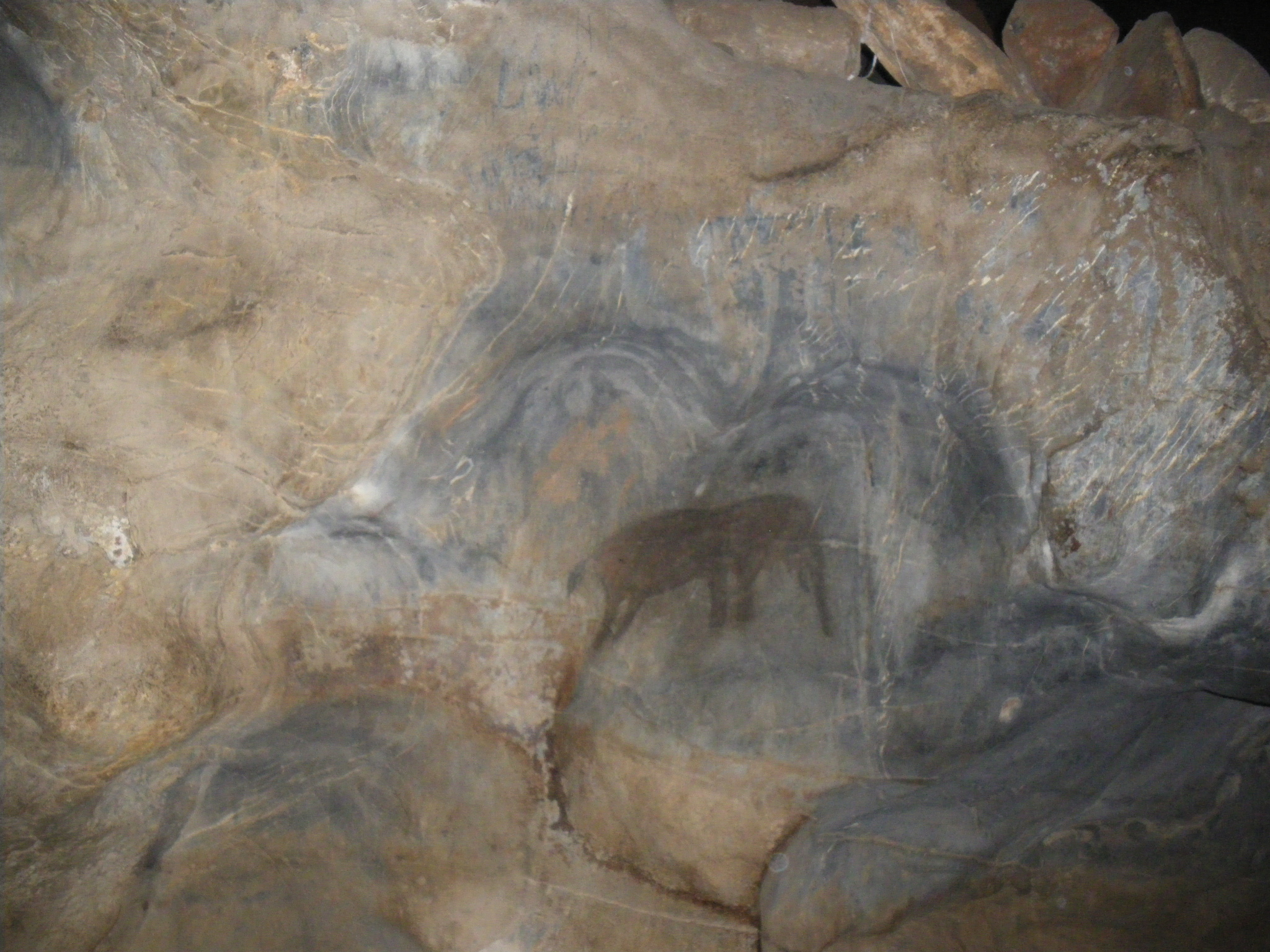
Représentation préhistorique d'un éléphant peint à l'entrée des grottes du Cango en Afrique du Sud.

- Apocalypse Pothole
- Grottes de Baboti
- Grotte de Blombos
- Grotte Boomplaas (en)
- Boesmansgat
- Grotte de Boons
- Border Cave
- Grottes du Cango
- Grotte de Cooper
- Grotte Crystal
- Diepkloof
- Grotte de Gladysvale
- Haasgat
- Abri d'Howieson's Poort (en)
- Grottes de la rivière Klasies
- Kromdraai
- Makapansgat
- Malapa
- Grottes de Mapoch (en)
- Wonder Cave
- Grotte de Motsetsi
- Grotte de Nelson Bay
- Onmeetbarediepgat (en)
- Pinnacle Point
- Plovers Lake (en)
- Grottes de Rising Star
- Grotte de Sibudu
- Sterkfontein
- Grottes de Sudwala
- Swartkrans
- West Driefontein
- Grotte de Wonderwerk

#### Algérie

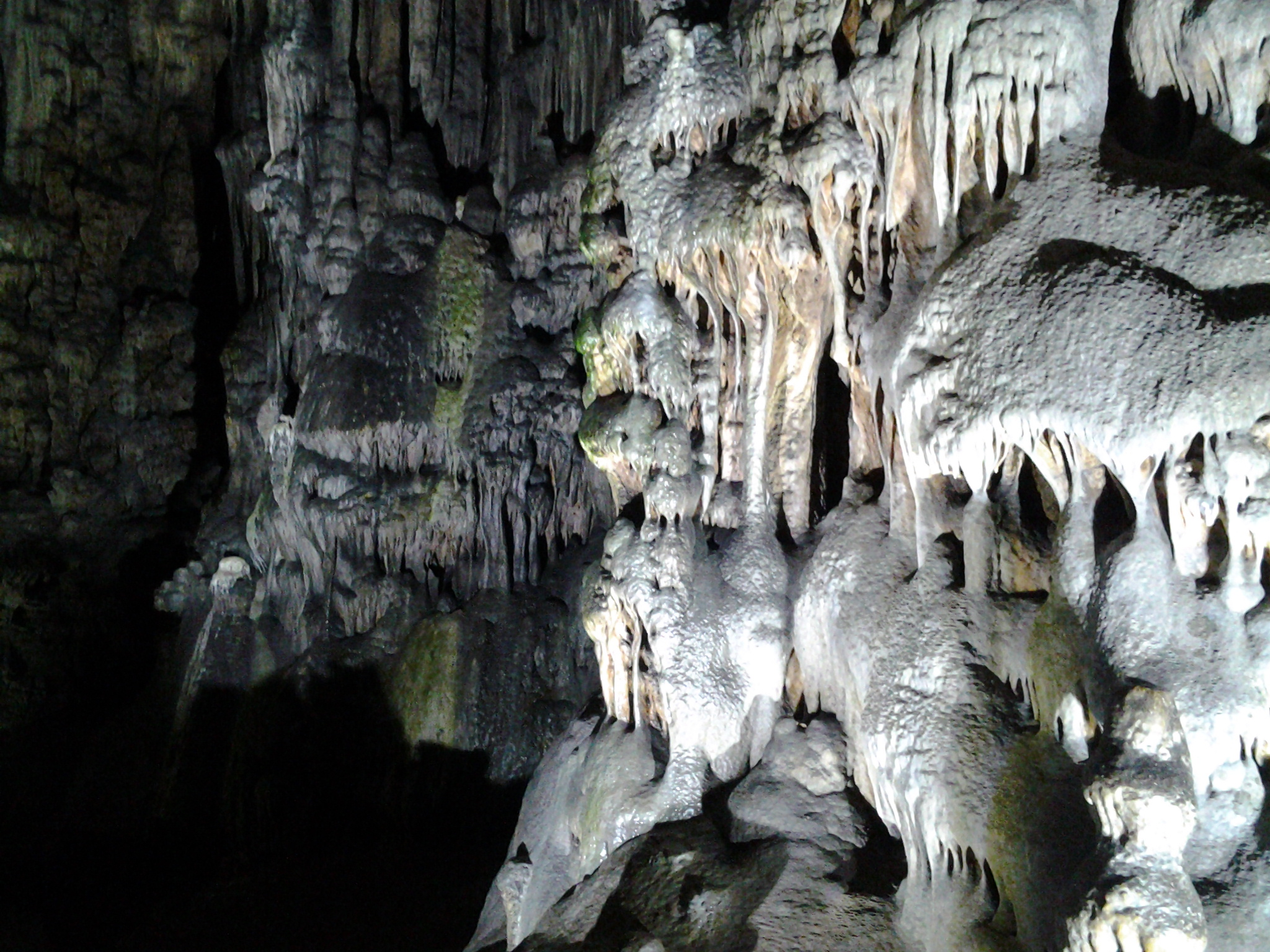
Les grottes féériques de Beni Add, en Algérie.

Les mots français « grotte », « gouffre » ou leurs synonymes se traduisent en arabe maghrébin d'Algérie (écriture romane) par : « rhar » ou « ghar » ou « kef » et en langues berbères, notamment en kabyle, par « anou ».
Enfin, le mot arabe « aïn » signifie « source ».
- Aïn Taïba
- Anou Achra Lemoun
- Grotte des Ain Beni Add
- Ain Bird Zaa El Kbira
- Ghar Boumâaza
- Anou Boussouil
- Grotte de Cervantes
- Grottes de Constantine
- Grottes merveilleuses de Dar el-Oued
- Grottes de Djebel Titzighir
- Grottes de Gueldaman
- Grottes de Souk El Had
- Anou Ifflis
- Kef Al Kaous
- Rhar El Kahal
- Grottes du Tassili n'Ajjer
- Anou Timedouine
- Aven Yebdar

#### Bénin

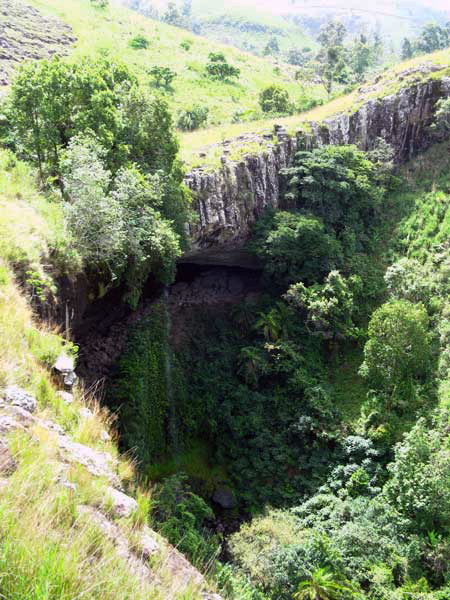
Porche de la grotte Ndemvoh, au Cameroun.

- Grotte Notre-Dame d'Arigbo

#### Botswana
- Grottes de Gcwihaba[1]

#### Cameroun
- Grotte Fovu[2]
- Grotte de Gaskin
- Grotte de Nka'a
- Grotte Kouovu[3]
- Grottes de Linté[B 1]
- Grotte de Loung[4]
- Gouffre de Mbilibekon[B 2]
- Grotte de Mfouda[B 3]
- Grotte de Musaké
- Grotte Ndemvoh[4]
- Grotte de Nkolbisson

#### République du Congo
- Grotte de Ngovo
- Grotte de Pitanshi

#### République Démocratique du Congo
- Grotte de Matupi

#### Égypte

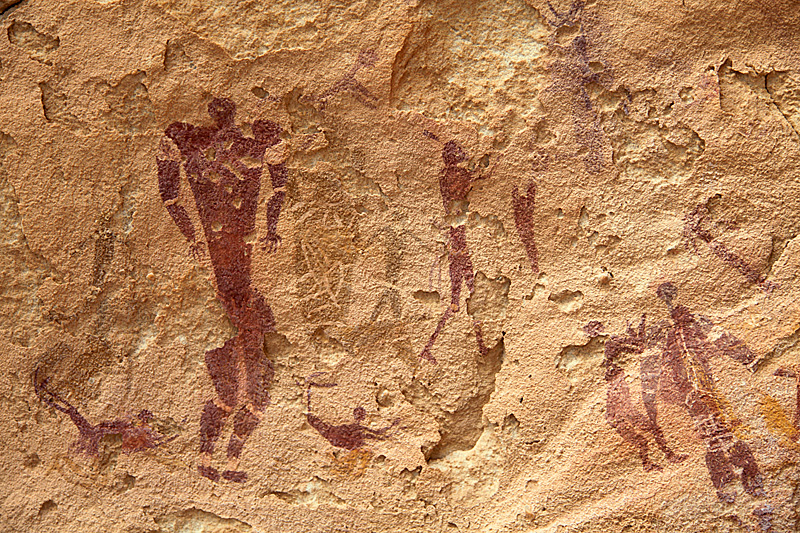
Pictographes datant du Néolithique dans la grotte des Nageurs, en Égypte.

- Grotte des Bêtes (Nouvelle-Vallée)
- Grotte des Nageurs (Nouvelle-Vallée)
- Grotte de Sannur (en) (Beni Souef)
- Magharet el Kantara (en)
- Djebel El Zarif

#### Éthiopie
Le mot « holqa » est la transcription d'un mot amharique qui signifie « grotte ».
Les principales cavités d'Éthiopie, dont celles listées ci-dessous, se trouvent toutes dans la région d'Oromia.
Entre parenthèses est indiquée la zone administrative de cette région, dans laquelle se trouve chaque cavité.
- Holqa Achere[Note 1] (Mirab Hararghe)
- Holqa Aynage[Note 1] (Mirab Hararghe)
- Nur Mahaned[Note 1] (Bale)
- Holqa Oromo[Note 1] (Misraq Hararghe)
- Holqa Rukiessa[Note 1] (Mirab Hararghe)
- Holqa Sof Omar[Note 1] (Bale)
- Holqa Warabesa[Note 1] (Mirab Hararghe)

#### Gabon
Entre parenthèses sont indiqués : la province suivie du département concernés puis, le cas échéant, une localité proche de la cavité.
- "Grottes d'Abanda" (en)[5] (Ogooué-Maritime, Etimboué, Omboué)
- Grotte de Bangouéguelé
- Grotte de Bongolo
- Grotte de Diengui
- Grotte d'Iroungou
- Grottes de Lastoursville[6]
- Grotte de Lébamba
- Grottes de Mavoundi
- Système de Mbénaltembe
- Grotte de Moughambi
- Grotte de Munganga/Iduku
- Grotte de Ndongou
- Grotte de Nguedi Eduma
- Grotte de la Sirène
- Grotte de Tongo
- Grotte Tsona (Ngounié, Dola, Ndendé)

#### Guinée
- Grotte de Cireyah (Boké)
- Grotte de Kounifanya (Boké)
- Grotte de Kangbélia (Boké)
- Grotte de Sanama (Boffa)
- Grotte de Yinguissa à Kossinsi (Boffa)
- Grotte de Kakimbo (Conakry)
- Grotte de ley leguel (Télimélé)
- Grotte de Guémé sangan (Télimélé)
- Grotte de Fessébou (Télimélé)
- Grotte de Sombory (Télimélé)
- Grotte de Ganfata (Tougué)
- Grotte de Tangfaly à Baïkini (Tougué)
- Grotte préhistorique de Pastoria (Kindia)
- Grotte préhistorique de Samba (Kindia)
- Grotte Tormelin (Fria)
- Grotte de Doghi-dabhi à Malenta (Gaoual)

#### Kenya

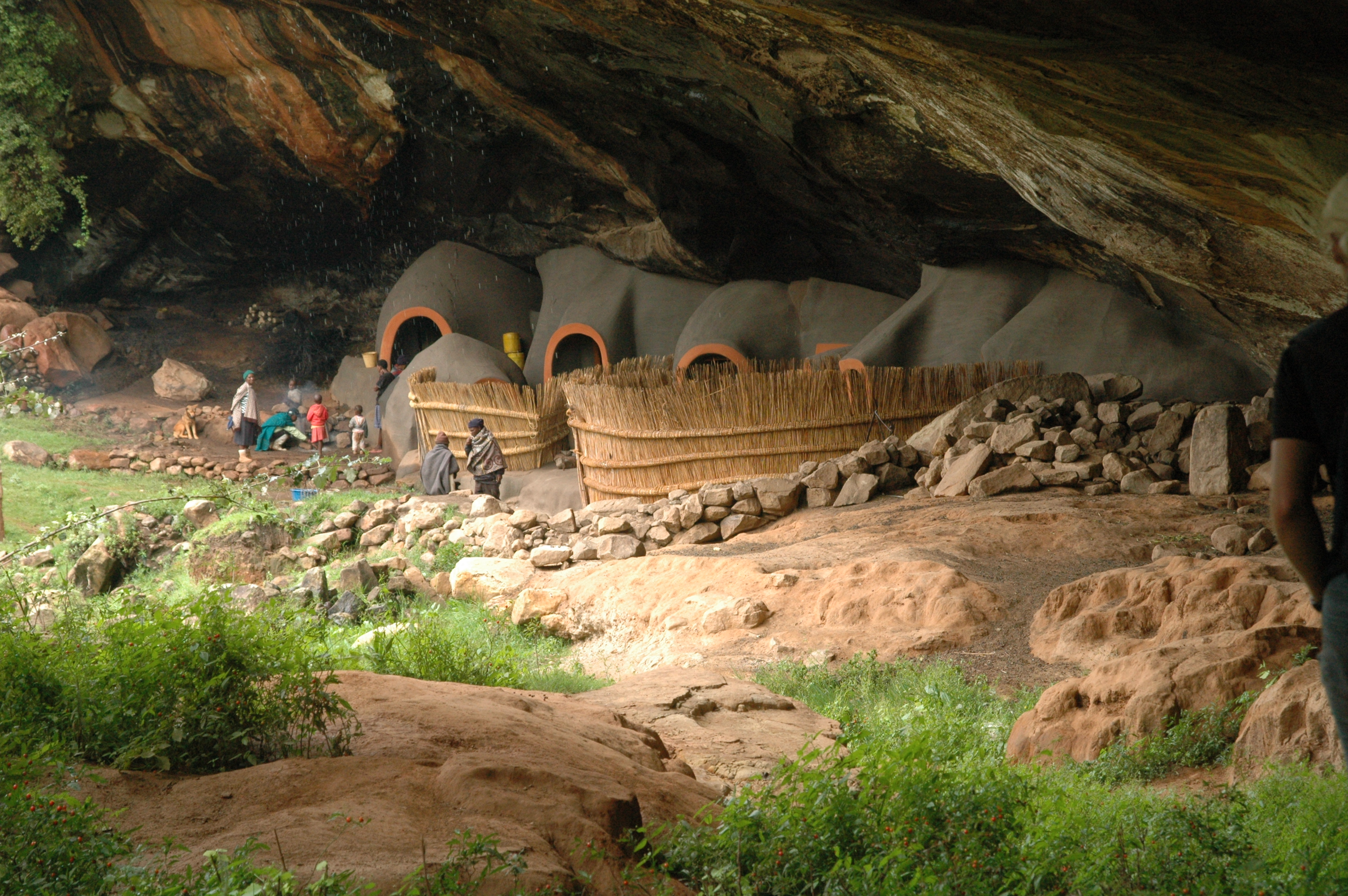
Les abris des Kome Caves, au Lesotho.

- Grotte de Kitum (Trans-Nzoia)
- Grotte du Léviathan
- Mau-Mau Cave (en) (Province Centrale)

#### Lesotho
- Kome Caves (en) (Berea)

#### Libye
- Ain Zayanah (en)
- Bukarma-Habibi
- Umm al Masabih
- Mogharet el Kantara

#### Madagascar
- Ambatoanjahana
- Ambatomanjahana
- Ampandrianpanihy Nord
- Andetobe
- Andrahomana (en)
- Andriafiabe
- Anjanamba (en)
- Anjohiandranobaka
- Anjohimilaintety
- Anjohin'ny Voamboana
- Anjohy Ambalarano
- Anjohy Kibojenjy
- Antsatrabonko
- Système Marosakabe (en)
- Riviere souterraine de Mananjeba

#### Mali
- Hombori
- Grottes de Missirikoro

#### Maroc

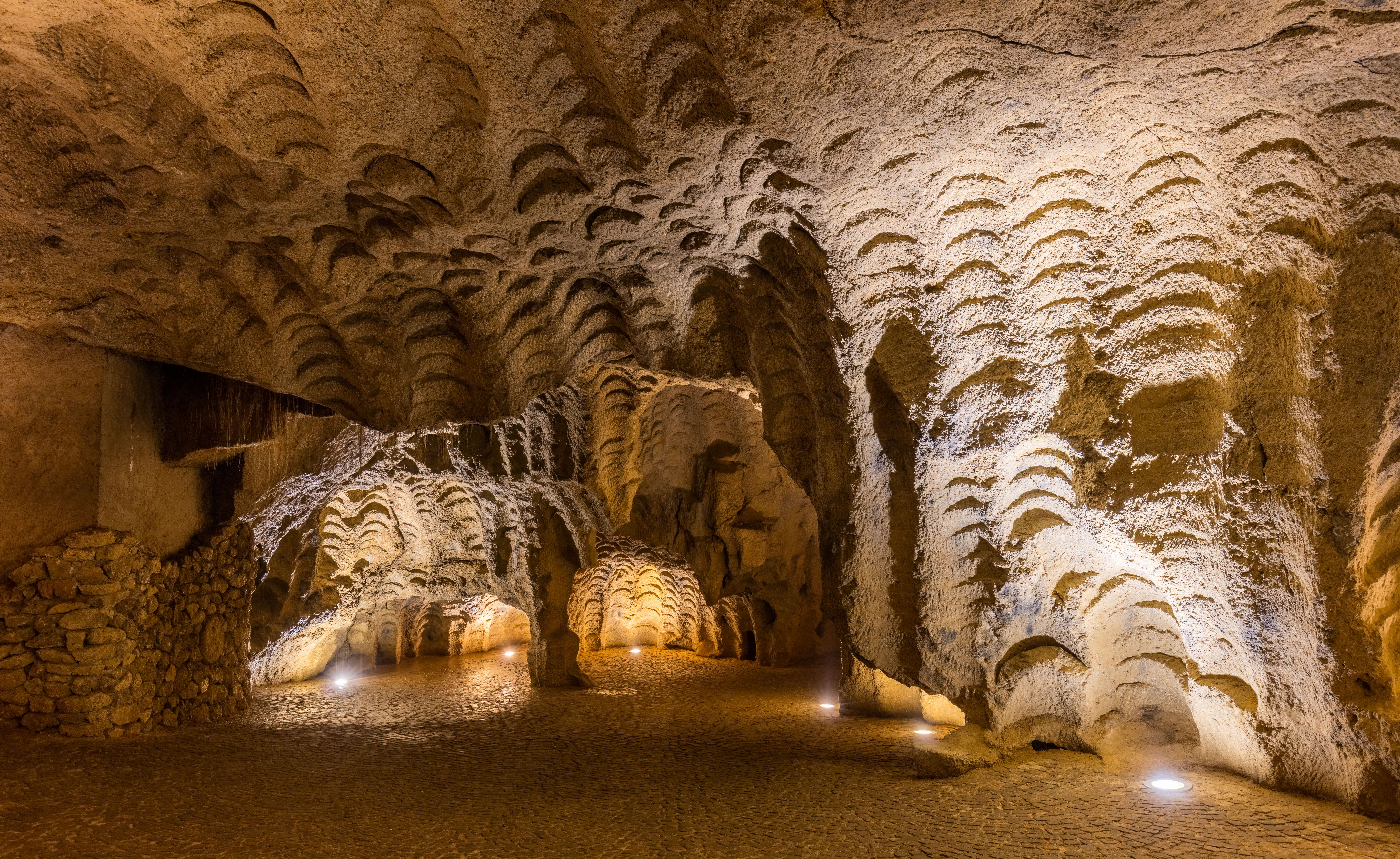
Grottes d'Hercule à Tanger, au Maroc.

Les mots « kef » ou « rhar » en arabe maghrébin du Maroc, correspondent à gouffre ou grotte en français.
Entre parenthèses est indiquée la région du Maroc où se trouve chaque cavité.
- Kef Aziza
- Rhar Chaâra
- Rhar Chiker
- Grottes d'Hercule (Tanger-Tétouan-Al Hoceima)
- Grotte Friouato (en) (Taza-Al Hoceïma-Taounate)
- Jebel Irhoud (Marrakech-Safi)
- Kef Lihoud (Fès-Meknès)
- Ifri N'taouia
- Grotte des Pigeons (Oriental)
- Kef Tikhoubaï
- Kef Toghobeit (en) (Tanger-Tétouan-Al Hoceima)
- Win Tmadouine

#### Namibie
- Grotte Apollo 11
- Grotte d'Arnhem
- Grotte de Ghaub
- Grotte de Paula
- Grotte de Philipp
- Gouffre du Souffle du Dragon
- Paradis du Bushman

#### Nigeria
- Grottes Ogbunike (en)

#### La Réunion

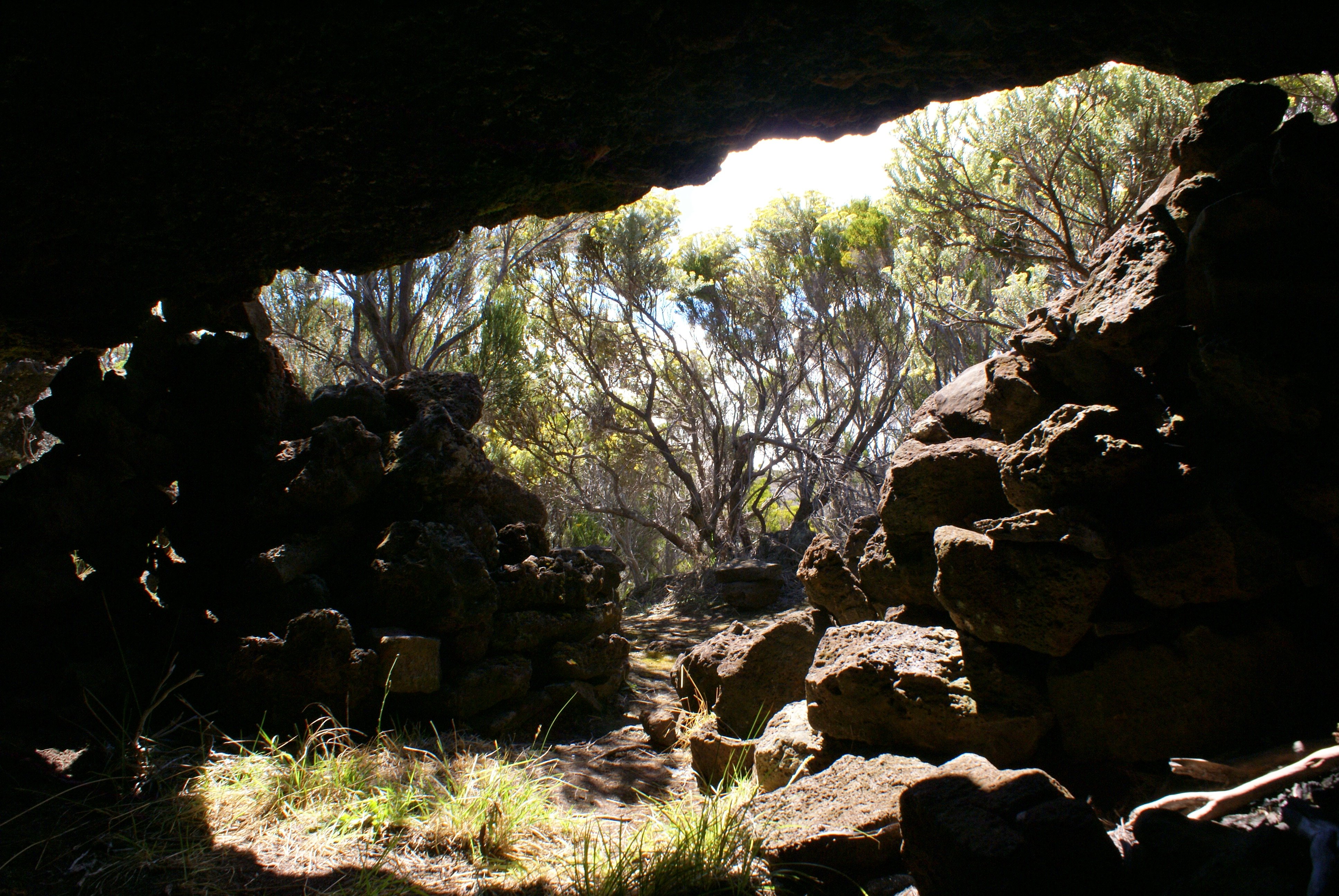
La caverne des Lataniers s'ouvre dans un bosquet de branles verts, à La Réunion.

La Réunion est un département et région d'outre-mer (DROM) de la France
- Caverne de Cotte
- Caverne Dufour
- Caverne des Fées
- Caverne de la Glacière
- Caverne des Hirondelles
- Caverne à Jean Duguin
- Caverne des Lataniers
- Caverne Mussard
- Grotte des Premiers Français
- Chapelle de Rosemont
- Trou du sentier du piton Textor

#### Somalie

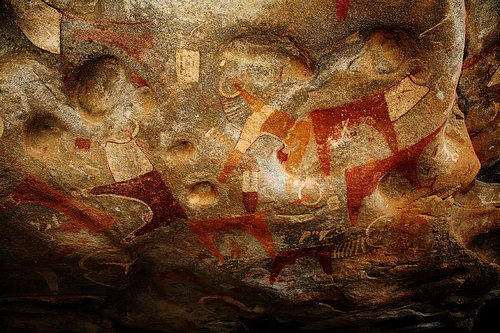
Art pariétal dans une grotte ornée du site de Laas Geel, en Somalie.

- Laas Geel (Somaliland)

#### Tanzanie

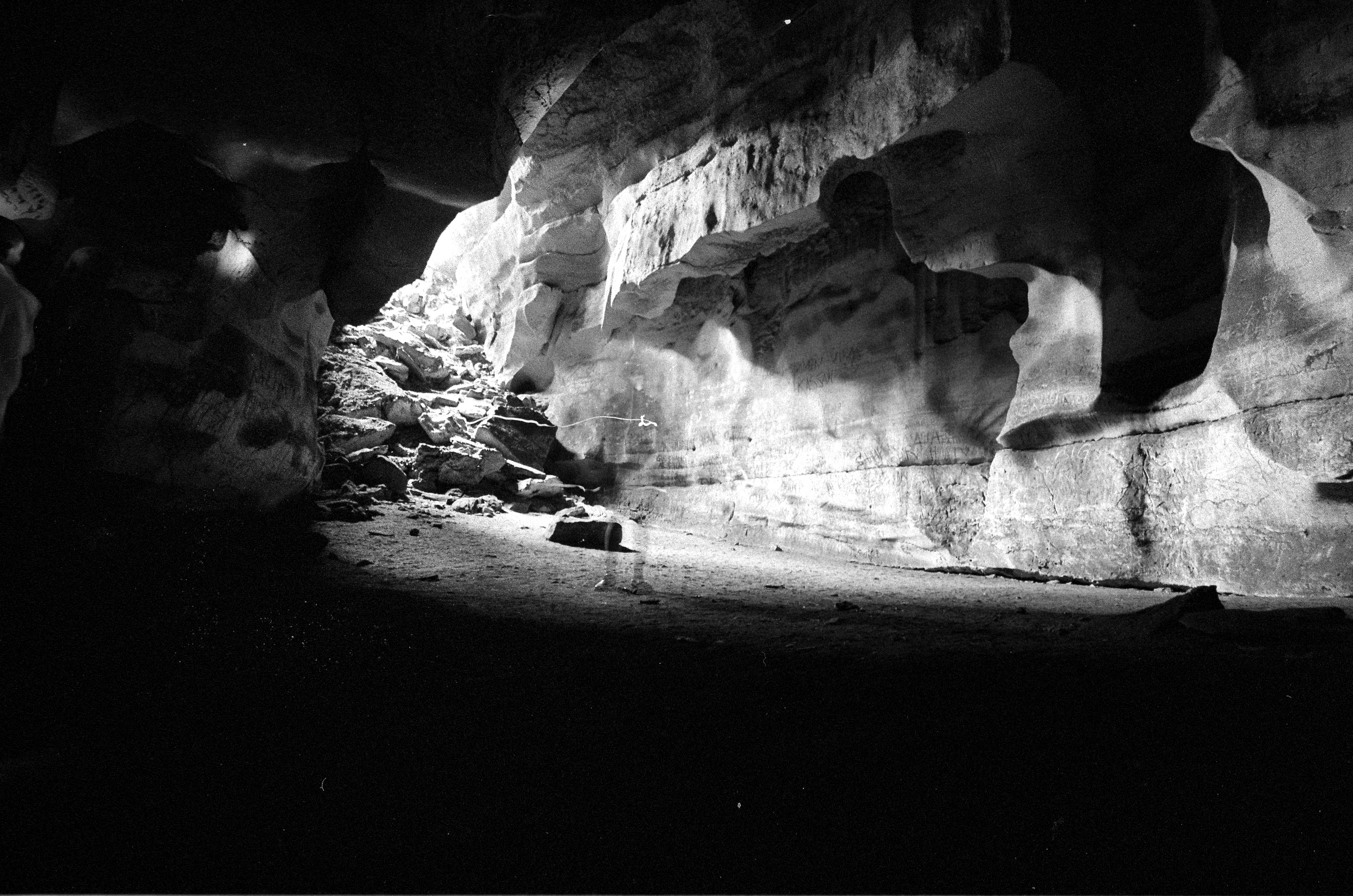
Intérieur des grottes d'Amboni, en Tanzanie.

- Grottes d'Amboni
- Grotte Chef Mkwepa
- Grotte de Nduli
- Grotte Kirijo
- Grotte Mangapwani
- Grotte Mchekeni
- Grotte Mvuleni 1
- Grotte Mvuleni 2
- Grotte Nakitara
- Grotte Namaingo
- Réseau Nandembo
- Grotte Nangoma
- Grottes Tanga

#### Togo
- Grottes Nok et Mamproug (en)

#### Tunisie
- Grottes Rhar Ain Et Tsab[7]
- Grotte de la Mine[8]
- Grotte Khanguet kef Ettout
- Grotte Kef Sassi
- Grotte de l'Indépendance
- Grotte Bou Touile
- Grotte El Haouia
- Grotte Kef zitouna ou Aïn Faouar
- Grotte GHar Kriz

#### Zimbabwe

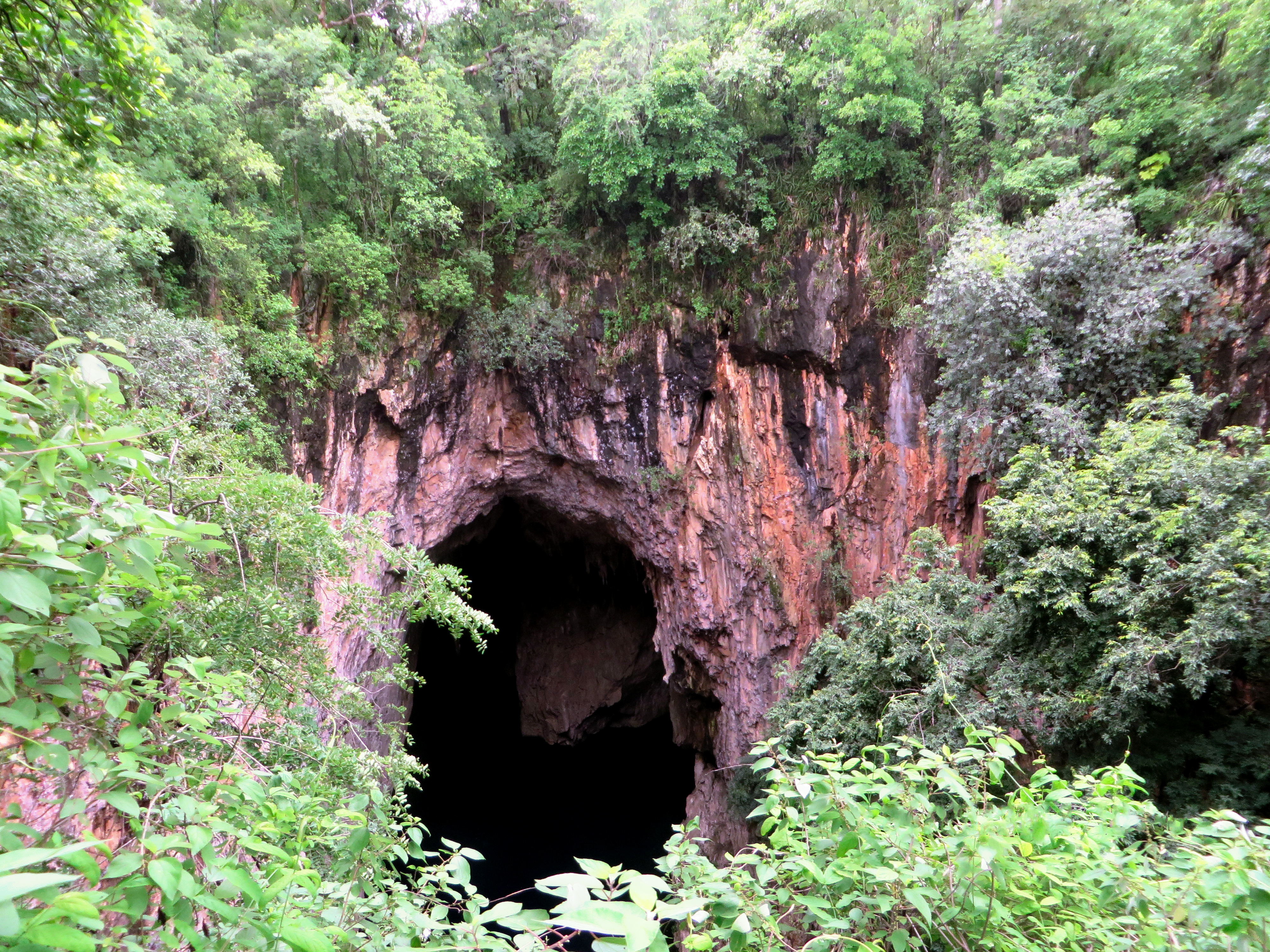
Grottes Chinhoyi, au Zimbabwe.

- Mawenge Mwena
- Grottes Chinhoyi (en)
- Black Crystal Abyss
- Bounding Pot
- Jungle Pot

### Amérique

#### Argentine

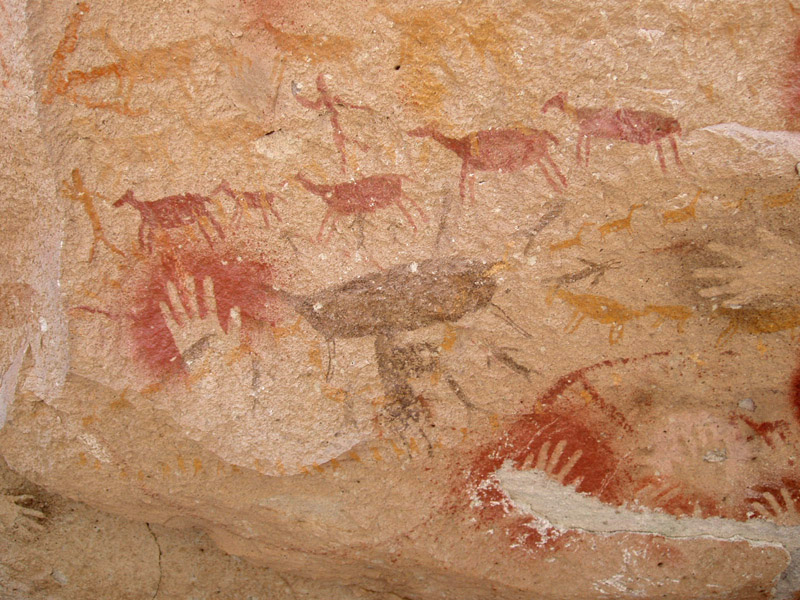
Scène de chasse dans la Cueva de las Manos, en Argentine.

Les noms espagnols « cueva » ou « caverna » sont les équivalents de grotte ou gouffre ou caverne en français.
Entre parenthèses est indiquée la province d'Argentine dans laquelle se trouve chaque cavité.
- Cuevas de Acsibi (es) (Salta)
- Cavernas de las barrancas del río Paraná (es) (Buenos Aires)
- Caverna de las Brujas (es) (Mendoza)
- Cueva de las Manos (Santa Cruz)
- Cuevas de Ongamira (es) (Córdoba)
- Cueva de los Pajaritos (es) (Córdoba)
- Caverna Puente del Diablo (es) (Salta)

#### Aruba
Aruba, comme Curaçao et d'autres îles des anciennes Antilles néerlandaises, est un État autonome au sein du Royaume des Pays-Bas.
- Grottes de Quadiriki
- Grotte Fontein (en)
- Grotte Huliba (en)

#### Barbade

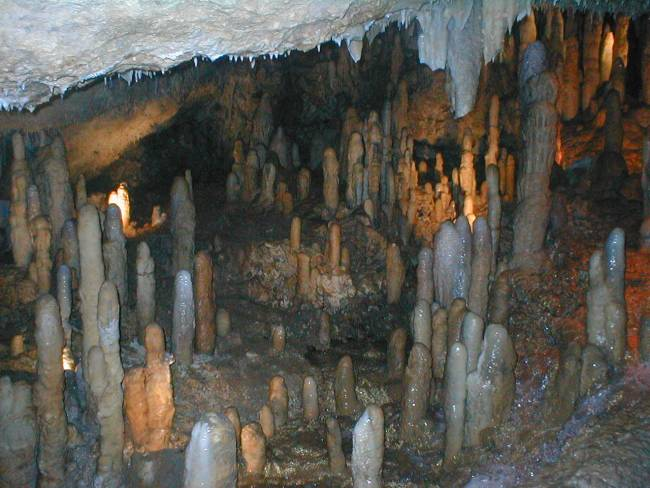
Groupe de stalagmites dans la Grotte de Harrison à la Barbade.

- Grottes Animal Flower (en)
- Grotte de Harrison (en)

#### Belize

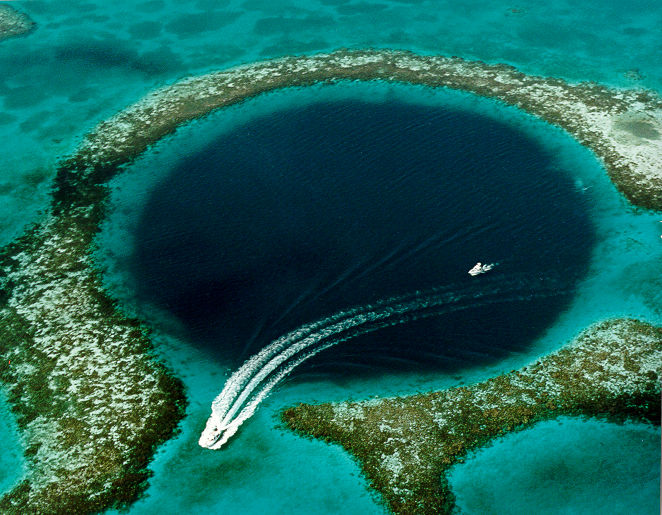
Grand Trou Bleu, au Belize.

Les noms mayas « actun », « actún » ou « aktun » sont les équivalents de grotte ou gouffre en français
- Actun A
- Barton Creek Cave (en)
- Grand Trou Bleu
- Actun Box Ch'iich' (en)
- Branch Cave
- Actun Check
- Réseau Chiquibul (en)
- Hitch Tulz
- Actun Lubul Ha
- Actun Nab Nohol inferior
- Petroglyph Cave
- St Herman's Cave
- Actun Tunichil Muknal (en)

#### Bermudes
- Grotte Crystal (en)

#### Brésil

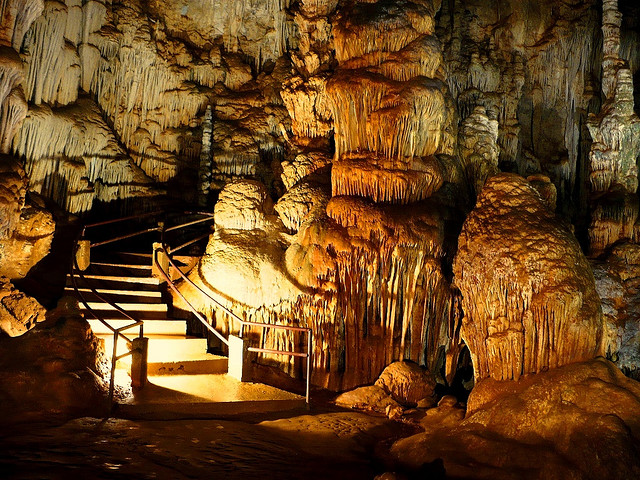
Caverna do Diabo, alias Caverna da Tapagem, (São Paulo, Brésil)

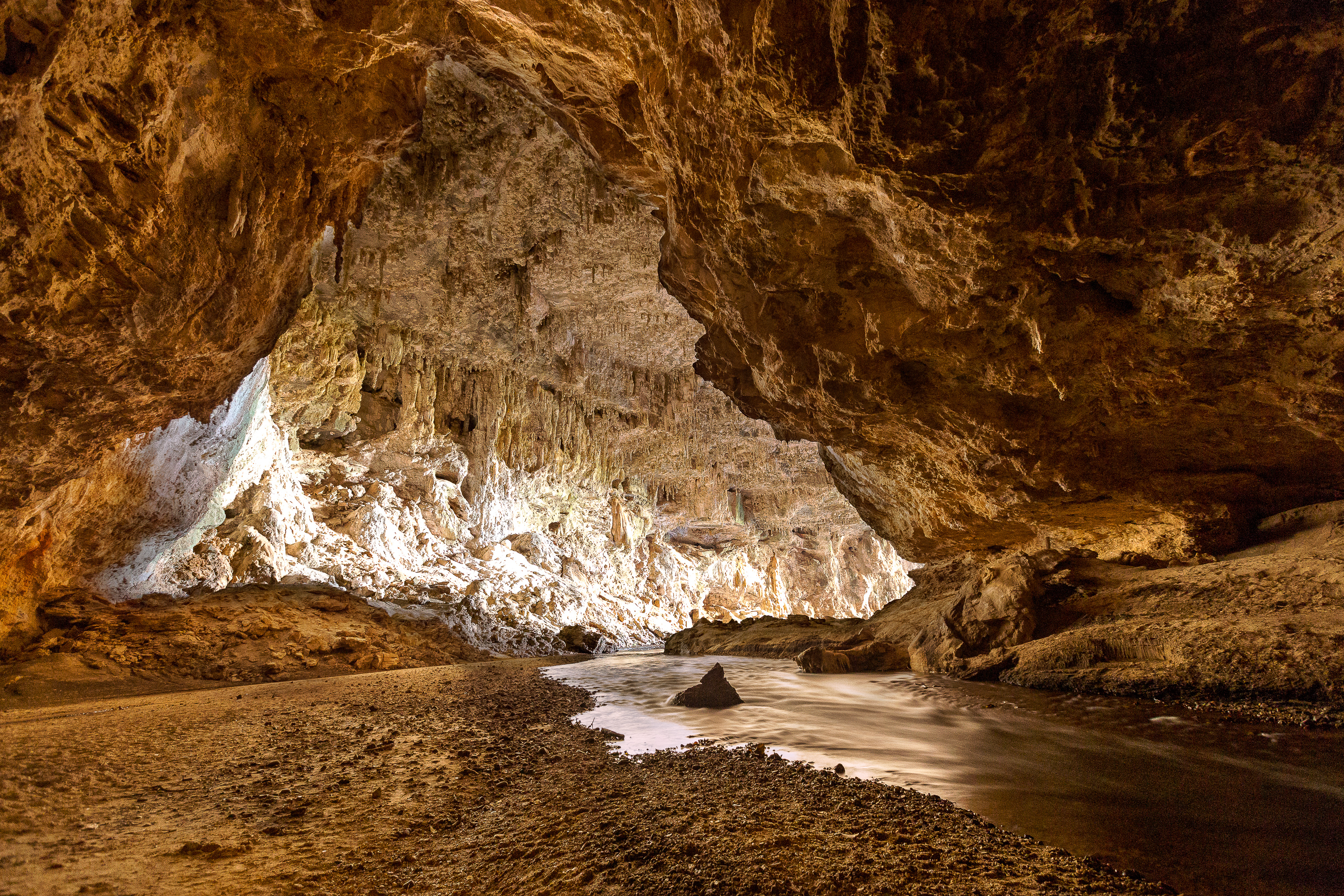
La grotte de Terra Ronca au Brésil. Aout 2015.

Les noms portugais « gruta », « buraco », « toca », « lapa », « caverna », « poço », « abismo », « conjunto », sont les équivalents de trou, grotte, caverne, puits, abîme ou réseau en français.
Entre parenthèses est indiqué l'État du Brésil dans lequel se trouve chaque cavité.
- Gruta das Andorinhas (pt) (Goiás)
- Buraco das Araras (pt) (Goiás)
- Buraco das Araras (en) (Mato Grosso do Sul)
- Areado Grande (en)[Note 2] (São Paulo)
- Gruta das Areias (en) (São Paulo)
- Caverna Aroe Jari (en) (Mato Grosso)
- Gruta de Bacaetava (pt) (Paraná)
- Toca da Barriguda (en) (Bahia)
- Toca da Boa Vista (en) (Bahia)
- Gruta do Boqueirão (pt) (Ceará)
- Lapa do Boqueirão[10],[11] (Bahia)
- Lapa dos Brejões (en) (Bahia)
- Gruta da Cabana (en) (São Paulo)
- Toca do Calor de Cima (pt) (Bahia)
- Gruta Canabrava (en) (Bahia)
- Gruta da Caridade (pt) (Rio Grande do Norte)
- Gruta Casa de Pedra (en) (São Paulo)
- Gruta do Centenário (en) (Minas Gerais)
- Lapa do Convento (en) (Bahia)
- Caverna dos Ecos (en) (Goiás)
- Gruta das Encantadas (pt) (Paraná)
- Poço Encantado (en) (Bahia)
- Abismo Guy Collet (pt) (Amazonas)
- Gruta do Itambé (pt) (São Paulo)
- Gruta da Jabuticabeira (pt) (Goiás)
- Gruta do Janelão (en) (Minas Gerais)
- Gruta do Lago Azul (pt) (Mato Grosso do Sul)
- Gruta da Lancinha (pt) (Paraná)
- Caverna da Mandaçaia (pt) (Paraná)
- Lapa da Mangabeira (en) (Bahia)
- Gruta de Maquiné (en) (Minas Gerais)
- Gruta da Morena (en) (Minas Gerais)
- Toca do Morrinho (pt) (Bahia)
- Gruta Olhos d'Água (en) (Minas Gerais)
- Abismo Ouro Grosso (en) (São Paulo)
- Buraco do Padre (pt) (Paraná)
- Gruta do Padre (en) (Bahia)
- Gruta dos Palhares (pt) (Minas Gerais)
- Grotte de Pedra Pintada (Pará)
- Toca do Pitu (pt) (Bahia)
- Gruta Rei do Mato (en) (Minas Gerais)
- Lapa do Salitre (en) (Bahia)
- Conjunto São Mateus (en) (Goiás)
- Conjunto Santa Rita (en) (Bahia)
- Caverna de Santana (en) (São Paulo)
- Gruta do Sapezal (pt) (Minas Gerais)
- Gruta do Sumidouro (pt) et Gruta da Lapinha (pt) (Minas Gerais)
- Gruta do Tamboril (pt) (Goiás)
- Caverna da Tapagem (en) (São Paulo)
- Lapa Terra Ronca (en) (Goiás)
- Gruta da Torrinha (en) (Bahia)
- Gruta de Ubajara (en) (Ceará)

#### Canada
- Grotte Arctomys (en)
- Artlish Caves
- Bain du Diable
- Grottes de Bluefish
- Grottes Bonnechere
- Booming Ice Chasm (en)
- Grotte Cadomin (en)

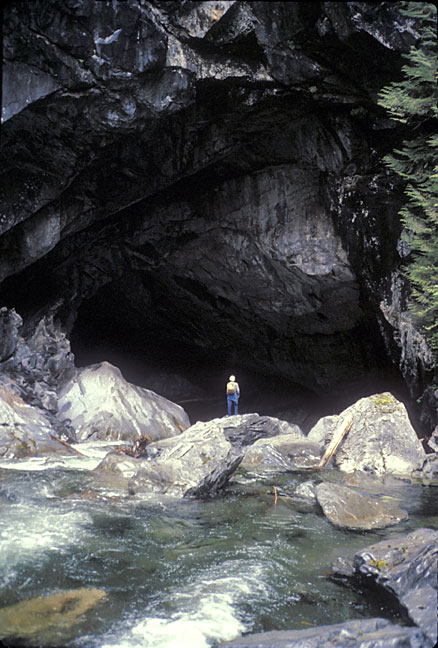
Porche aux Artlish Caves, Canada.

- Grotte glacée de Canyon Creek (en)
- Grotte aux Cascatelles
- Grotte Castelguard (en)
- Cave and Basin
- Grottes Chipmunk
- Gouffre Close To The Edge (en)
- Grotte Cody (en)
- Trou du Diable
- Grottes Duncan Crevice
- Fairy Hole
- Trou de la Fée
- Fontaine Éternelle
- Gouffre Gargantua (en)
- Gumdrop
- Grotte Hayes
- Grotte Hoodoo
- Grottes du lac Horne (en)
- Grotte de l'île Valdes
- Grotte de Kitt
- Grotte Little Huson
- Trou dans le Mur
- Grottes Nakimu (en)
- Grotte Nexus (en)
- Grotte du Nid au Rat
- Trou Noir
- Trou du Perdu
- Grotte glacée de Plateau Mountain
- Réseau Raspberry Rising
- Grottes de Saint-Alban
- Caverne de Saint-Léonard
- Grottes Scenic
- Skaha North Cave
- Skaha South Cave
- Grottes de Slesse Creek
- Grotte de Thanksgiving
- Underground Lake
- Grotte Wapiabi
- Grottes de Varsovie (en)

#### Colombie

Pétroglyphe dans la grotte El Abra, en Colombie.

Les noms espagnols « cueva » ou « caverna » sont les équivalents de « grotte » ou « gouffre » ou « caverne » en français.
Entre parenthèses est indiqué le département de Colombie dans lequel se trouve chaque cavité.
- El Abra (Cundinamarca)
- Cueva de los Guácharos (Caquetá)
- Cavernas del río Nus (es) (Antioquia)

#### Curaçao
Curaçao, comme Aruba et d'autres îles des anciennes Antilles néerlandaises, est un État autonome au sein du Royaume des Pays-Bas.
- Grot van Hato

#### République dominicaine
Le mot espagnol « cueva » (cuevas au pluriel) signifie « grotte(s) ».
Entre parenthèses est indiquée la province de la République dominicaine dans laquelle se trouve chaque cavité.
- Cueva de las Maravillas (es) (San Pedro de Macorís)
- Cuevas Pomier (en) (San Cristóbal)
- Los Tres Ojos (es) (Santo Domingo)
- Furnia de Catanamatias (en) (San Juan)

#### Équateur

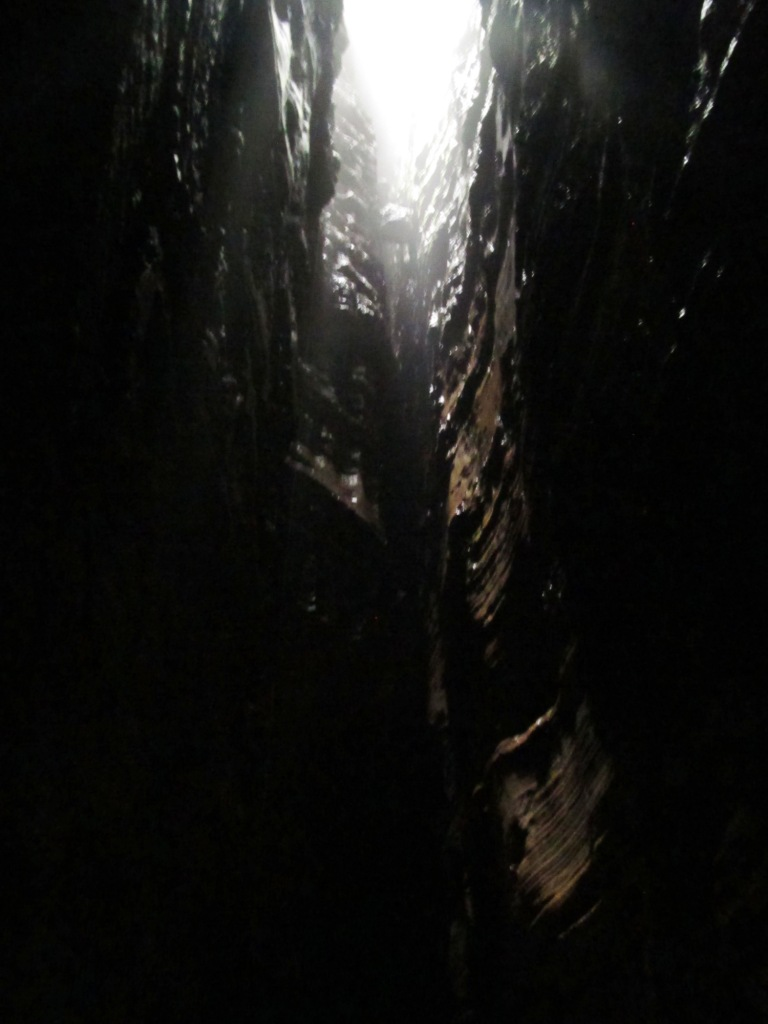
« La cheminée », puits dans la Cueva de los Tayos, en Équateur.

Les noms espagnols « cueva » ou « caverna » sont les équivalents de grotte ou gouffre ou caverne en français.
Entre parenthèses est indiquée la province de l'Équateur dans laquelle se trouve chaque cavité.
- Cueva de los Tayos (Morona-Santiago)

#### États-Unis
- Russell Cave (Alabama)
- Sauta Cave (Alabama)
- Kartchner Caverns (Arizona)
- Blanchard Springs Caverns (Arkansas)
- Hall City Cave (Californie)
- Lava Beds National Monument (Californie)
- Mesa Verde (Colorado)
- Jewel Cave (Dakota du Sud)
- Wind Cave (Dakota du Sud)
- Devil's Den Cave (Floride)
- Florida Caverns (Floride)
- Kazumura (Hawaï))
- Craters of the Moon (Idaho)
- Great Onyx Cave (Kentucky)
- Mammoth Cave (Kentucky)
- Devil's Kitchen (Michigan)
- Skull Cave (Michigan)
- Lehman Caves (Nevada)
- Caverne de Lovelock (Nevada)
- Caverne des Vents (New York)
- Grottes de Carlsbad (Nouveau-Mexique)
- Grotte de Lechuguilla (Nouveau-Mexique)
- El Malpais Caves (Nouveau-Mexique)
- Grotte du Pendejo (Nouveau-Mexique)
- Grotte de Sandia (Nouveau-Mexique)
- Robbers Cave (Oklahoma)
- Lava River Cave (Oregon)
- Cavernes de l'Oregon (Oregon)
- Coudersport Ice Mine (Pennsylvanie)
- Dunbar Cave (Tennessee)
- Jacob's Well (Texas)
- False Kiva (Utah)
- Grotte de Nutty Putty (Utah)
- Timpanogos Cave (Utah)
- Grottes de Luray (Virginie)
- Marmes Rockshelter (Washington)

#### Guatemala
Les noms espagnols « cueva », « gruta » ou « caverna » sont les équivalents de grotte ou gouffre ou caverne en français.
Les noms mayas « actun », « actún » ou « aktun » sont les équivalents de grotte ou gouffre en français.
Entre parenthèses est indiqué le département du Guatemala dans lequel se trouve chaque cavité.
- Actún Kan (es)
- B'onb'il Pek Cave
- Grottes de Candelaria (es)
- Chicoy Cave
- Réseau Chiquibul (en)
- Ixobel Cave
- Jobitzinaj Cave
- K'an Ba Cave
- Grutas de Lanquín (en)
- Las Minas Cave
- Naj Tunich (Petén)
- Grutas del Rey San Marcos
- Grottes du Silvino (es)
- Grutas de Uaxactún

#### Guyane
- Grotte Fourgassié
- Grotte de la Scierie
- Grotte du Bassin Scierie
- Grotte de la Crique
- Grotte du Trou Chaput
- Grotte Aven

#### Haïti
- Grotte Bellony
- Grotte Kounoubwa
- Grotte Marie-Jeanne
- Grotte Marie Za
- Grotte Trou Princeton

#### Honduras
Les noms espagnols « cueva », « gruta » ou « caverna » sont les équivalents de grotte ou gouffre ou caverne en français.
Entre parenthèses est indiqué le département du Honduras dans lequel se trouve chaque cavité.
- Cuevas de Taulabé (en) (Comayagua)

#### Mexique
Les noms espagnols « cueva », « gruta » ou « caverna » sont les équivalents de grotte ou gouffre ou caverne en français.
Entre parenthèses est indiqué l'État du Mexique dans lequel se trouve chaque cavité.
- Grutas de Cacahuamilpa (Guerrero)
- Gruta de Coxcatlan (Puebla)[Note 3]
- Gruta de Chevé (Oaxaca)[Note 4]
- Chiquihuitillos (Nuevo León)
- Grotte des Cristaux (Chihuahua)[Note 5]
- Sistema Dos Ojos (Quintana Roo)[Note 6]
- Cénote de Dzibilchaltún (Yucatán)
- Grutas de García (Nuevo León)
- Guilá Naquitz (Oaxaca)
- Gouffre des Hirondelles (San Luis Potosí)
- Cénote Ik Kil (Yucatán)
- Gruta de Loltun (Yucatán)[12]
- Sistema Nohoch Nah Chich (Quintana Roo)[Note 7]
- Sistema Ox Bel Ha (Quintana Roo)[Note 8]
- Sistema Sac Actun (Quintana Roo)[Note 9]
- Cavernes de Tulum (Quintana Roo)
- Cénote de Yaxuna (Yucatán)
- Cénote Zacatón (Tamaulipas)

#### Sainte-Lucie
- Bat Cave (en)

#### Saint-Vincent-et-les Grenadines
- Byahaut Bat Cave

#### Venezuela
Les noms espagnols « cueva », « sima » ou plus rarement « haitón » sont des équivalents de grotte ou gouffre en français.
Entre parenthèses est indiqué l'État du Venezuela dans lequel se trouve chaque cavité.
- Sima Los Escorpiones (es) (Anzoátegui)
- Cueva del Fantasma (es) (Bolívar)
- Cueva de los Gavilanes (es) (Portuguesa)
- Cueva El Guácharo (Monagas)
- Haitón del Guarataro (en) (Falcón)
- Sima Humboldt (Bolívar)
- Sima Martel (es) (Bolívar)
- Cueva Ojos de Cristal (Bolívar)
- Cueva de La Quebrada del Toro (Falcón)
- Cueva El Samán (es) (Zulia)
- Cueva de la Virgen (es) (Falcón)

### Asie

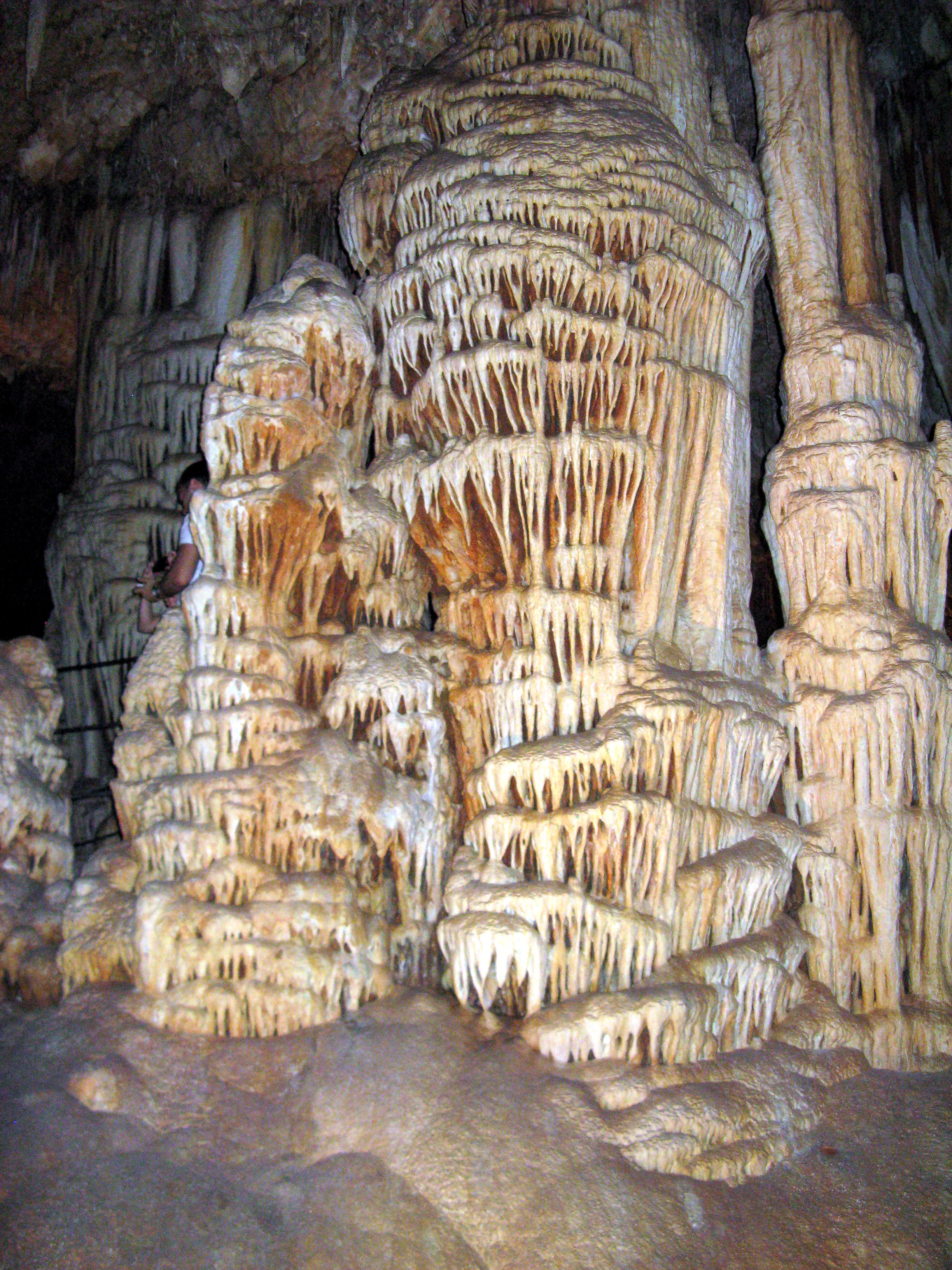
Grotte de Soreq, en Israël.

#### Afghanistan
- Complexe souterrain Tora Bora
- Complexe souterrain Zhawar Kili

#### Arabie saoudite
Entre parenthèses est indiquée la province d'Arabie saoudite dans laquelle se trouve chaque cavité.
- Ain Hit
- Dahl Abu al-Ho
- Dahl B-7
- Dahl Shawyah
- Dahl Sultan
- Dharb Al Najem
- Grotte du Gecko
- Grotte de Hira (La Mecque)
- Jabal Al Qarah
- Grotte Kiranjot
- Grotte Mossy
- Grotte Surprise
- Umm Jirsan
- Grotte UPM

#### Arménie
Entre parenthèses est indiquée la région (marz) dans laquelle s'ouvre la cavité.
- Areni-1 (Vayots Dzor)

#### Azerbaïdjan
« Mağarası » signifie « grotte » en azéri.
Entre parenthèses ou crochets sont indiqués le raïon et le cas échéant son appartenance aux régions du Haut-Karabagh ou du Nakhitchevan, qui font l'objet de conflits de souveraineté.
- Allar mağarası (en) (Yardımlı)
- Əshabi-Kəhf (mağara) (en) {Nakhitchevan (ville), Nakhitchevan}
- Grotte d'Azokh {Khojavend, Haut-Karabagh}
- Buzeyir mağarası (en) (Lerik)
- Damcılı mağarası (en) (Qazax)
- Tağlar mağarası (en) {Khojavend, Haut-Karabagh}
- Zar mağarası (en) {Kelbadjar, Haut-Karabagh}

#### Birmanie
Entre parenthèses est indiqué l'État ou la région de Birmanie dans lequel ou laquelle s'ouvre chaque cavité.
- Grottes de Hpo win (Sagaing)
- Grotte Kaw Gon (Kayin)
- Kayone Gu, Ka-yon ou Payon, (Môn)
- Grottes Lawka Hmankin (?)
- Grottes de Padah-Lin (Shan)
- Grottes Pindaya (en) (Shan)
- Grotte Peik Chin Myaung (en)  (Mandalay)
- Grottes Tilawka Guru (?)

#### Cambodge
Entre parenthèses est indiquée la province du Cambodge dans laquelle se trouve chaque cavité.
- Killing caves of Phnom Sampeau (en) (Battambang)
- Phnom Chhnork (en) (Kampot)
- Phnom Sorsia (en) (Kampot)

#### Chine
La transcription « dong » ou « dòng » correspond à l'idéogramme 洞 qui signifie « grotte » en chinois.
Entre parenthèses est indiquée la province de Chine, ou autre subdivision équivalente de premier niveau (municipalité spéciale, région autonome), dans laquelle se trouve chaque cavité.
- Benxi Water Caves (en) (Liaoning)
- Binghu Cave (en) (Zhejiang)
- Grotte de la Coloquinte (Jiangsu)
- Èr Wáng Dòng (en) (Chongqing)
- Furong Cave (en) (Chongqing)
- Grotte Huanglong (Hunan)
- Jinniushan (Liaoning)
- Jiangzhou Dongxuexitong (en) (Guangxi)
- Grottes de Kizil (Xinjiang)
- Grottes de Longmen (Henan)
  - Hidden Stream Temple Cave (en)
  - Middle Binyang Cave (en)
  - North Binyang Cave (en)
  - South Binyang Cave (en)
- Longyou Caves (en) (Zhejiang)
- Luobi Cave (en) (Hainan)
- Grotte de Ma'anshan (Guizhou)
- Macaque Cave (en) (Hainan)
- Miáo Dòng (en) (Guizhou)
- Grotte de Milarépa (Tibet)
- Grottes des mille Bouddhas de Bezeklik (Xinjiang)
- Grottes des mille Bouddhas de Dunhuang (Gansu)
- Grottes des mille Bouddhas de Kumtura (Xinjiang)
- Grottes de Mogao (Gansu)
- Grottes du Mont Maiji (Gansu)
- Reed Flute Cave (en) (Guangxi)
- San Wang Dong (en)[13] (Chongqing)
- Sanmenhai (en) (Guangxi)
- Grotte des Sept-Étoiles (en) (Guangxi)
- Shanjuan Cave (en) (Jiangsu)
- Shuanghe Dongqun (en)[14] (Guizhou)
- Shuanglong Cave (en) (Zhejiang)
- Silver Cave (en) (Guangxi)
- Tàijí Dòng (en) (Anhui)
- Teng Long Dong (Hubei)
- Tiányuán Dòng (en) (Pékin)
- Grotte des Trois-Visiteurs (Hubei)
- Xianren Cave (Jiangxi)
- Xuěyù Dòng (en) (Chongqing)
- Yìlóng Dòng (en) (Jiangxi)
- Yíyuán Róng Dòng Qún (en) (Shandong)
- Grottes de Yulin (Gansu)
- Grottes de Yungang (Shanxi)
- Grotte de Zhijin (Guizhou)
- Zhongdong (en) (Guizhou)
- Zhoukoudian (Pékin)

#### Corée du Nord
Entre parenthèses est indiquée la province de Corée du Nord dans laquelle se trouve chaque cavité
- Ryongmun Cavern (en) (Pyongan du Nord)
- Grotte Songam (en) (Pyongan du Sud)

#### Corée du Sud
- Grotte Billemot (ko)
- Grotte Hwanseon (en)
- Grotte Manjang (en)

#### Géorgie
Entre parenthèses est indiquée la région de Géorgie dans laquelle se trouve chaque cavité.
Les cavités situées en république sécessionniste d'Abkhazie sont listées dans une sous-section dédiée ; le raïon (district) d'Abkhazie dans lequel se trouve chaque cavité y est également indiqué entre parenthèses.

##### Abkhazie
- Grotte Abrskil (en) (Otchamtchiré, Abkhazie)
- Gouffre Krubera-Voronja[Note 10] (Gagra, Abkhazie)
- Grotte de Nouvel Athos (Goudaouta, Abkhazie)
- Gouffre Sarma (en)[Note 10] (Gagra, Abkhazie)
- Gouffre Snezhnaya (es)[Note 10] (Goudaouta, Abkhazie)
- Gouffre Veryovkina[Note 10] (Gagra, Abkhazie)

##### Autres régions
- Grotte Tetenkeri (en) (Ratcha-Letchkhoumie et Basse Svanétie)
- Grottes Uplistsikhe (en) (Kartlie intérieure)
- Grottes de Vani (Samtskhé-Djavakhétie)
- Grottes Vardzia (Samtskhé-Djavakhétie)

#### Inde
- Grotte Badami
- Grottes Barabar
- Grottes de Bagh
- Grottes Belum
- Grottes Borra
- Grottes Elephanta
- Grottes Ellora
- Grottes Jogeshwari
- Grottes Kanheri
- Grottes Karla
- Grottes Kotumsar
- Krem Liat Prah (en)
- Grottes Mahakali
- Grottes Mandapeshwar
- Grotte de Mawmluh
- Grottes Pandavleni
- Grotte de Robber
- Bhimbetka
- Grotte du Temple Varaha

#### Indonésie
- Grottes de Leang-Leang
- Grotte de Liang Bua
- Grotte Maharani
- Grotte Gong
- Grotte Tabuhan
- Gua Jepang
- Gua Lawah
- Grotte Kiskenda
- Grotte Jomblang
- Gua Maria
- Grotte Jatijajar

#### Iran
- Grotte Ali Sadr[15]
- Grotte Bisitun (en)[16]
- Grotte Darband (en)
- Grottes Dashkasan (en)
- Grotte Deragon (en)
- Grotte Do-Ashkaft (en)
- Grotte de Salomon (en)
- Eshkaft-e Siahoo (en)
- Ghar-e-Roodafshan (en)[15]
- Ghar-e-Pariyan (en)[17]
- Ghar Parau (en)[15]
- Grottes Hotu and Kamarband (en)
- Ghar-e-Bournic (de)[15]
- Grottes Karaftu (en)
- Kalahrod (en)[18]
- Grotte Katale Khor (en)
- Qaleh Bozi
- Grotte Quri Qala (en)
- Grotte Nakhcheer (en)
- Grottes Dashkasan (en)
- Grotte Shafaq (en)
- Grotte Shapur (en)
- Grotte Wezmeh (en)
- Grotte Yafteh (en)

#### Israël
- Grotte d'Ayalon
- Caverne des horreurs
- Grotte aux lettres
- Grottes de Nahal Me’arot
  - Grotte de Tabun
  - Es Skhul
- Grotte des Patriarches
- Grotte de Sédécias
- Grotte de Soreq
- Arche de Warren

#### Japon
- Abukuma-do (阿武隈洞)
- Akiyoshi-do (秋芳洞)
- Akka-do (安家洞)
- Gyokusen-do (玉泉洞)
- Irimizu Shonyu-do (入水鍾乳洞)
- Kyusen-do (球泉洞)
- Ryuga-do (龍河洞)
- Ryusen-do (龍泉洞)
- Sugawatari-do (氷渡洞)
- Uchimagi-do (内間木洞)

#### Jordanie
- Grotte Al-Daher (Bergish)

#### Kazakhstan
- Grotte Rangkul'skaja
- Boj-Boulok

#### Kirghizistan
- Great Barite Cave
- Ak-Mechet-Aulie

#### Laos
- Tham Theung et Tham Ting

#### Liban
- Grotte d'Afqa
- Faouar Dara
- Houet Qattine Azar
- Grotte de Jeita
- Grotte de Qadisha
- Grotte Roueiss

#### Malaisie
- Grottes de Batu[Note 11]
- Niah Caves (Sarawak)
- Grottes de Gomantong (Sabah)
- Gua Tempurung
- Gua Air Jernih (en)

#### Mongolie
- Baga Agui
- Chetsuu Tegiin Agui
- Chikhen Agui
- Dayan-Deerhiin Agui
- Ehiin Agui
- Gurvan Zeerdiin Agui
- Khoit Tsenkheriyn Agui
- Hurtsyin Agui
- Ih Agui
- Lovon-chombyn Agui
- Seegtiin Agui
- Sendertiin Agui
- Shar hanan
- Taliin Agui
- Tsagaan Agui
- Tsagan-Deliin Agui

#### Népal
- Maratika Cave

#### Oman
- Majlis al Jinn
- Al-hoota cave
- Jernan cave
- Teeq cave
- Usama cave

#### Ouzbékistan
- Peshagar
- Boi-Bulok
- Dark Star (grotte)
- Festival'naya
- Kievskaya
- KT-16
- Ledopadnaya
- Ural'skaya
- Zaidmana
- Kugitang

#### Pakistan
- Pir Ghaib Gharr Gharra (Baloutchistan)
- Kach Gharra, (Baloutchistan)
- Murghaghul Gharra (Baloutchistan)
- Bazar Caves (NWFP?)

#### Philippines
- Puerto Princesa Subterranean River National Park (île de Palawan)
- Callao Cave (Cagayan)
- Hoyop-hoyopan Cave
- Grotte de Tabon (île de Palawan)
- Suhat Cave
- Pilar Caves (Cápiz)
- Sumaging Cave (Sagada), Mountain Province
- Latipan Cave (Sagada), Mountain Province
- Lumiang Cave (Sagada), Mountain Province
- Matangkib Cave (Sagada), Mountain Province
- Bengaoangao Cave (Benguet)
- Hinagdanan Cave (Bohol Province)
- Huluga Caves
- Macahambus Cave (Cagayán de Oro)
- Initao Caves (Initao, Misamis Oriental)
- Cacupangan Cave System (Brgy. Tagudin, Mabini (Pangasinan))
- Santo Rosario Cave System (Brgy. San Pedro, Mabini (Pangasinan))

#### Qatar
- Dhal Al Misfir (en)

#### Sri Lanka
- Diva Guhava
- Fa Hien Cave

#### Syrie
- Grotte de Dederiyeh

#### Tadjikistan
- Grottes Fiery

#### Thaïlande
« Tham » signifie « grotte » en thaï.
Entre parenthèses est indiquée la province de Thaïlande à laquelle appartient chaque cavité.
- Tham Luang Nang Non[Note 12]  (Chiang Rai)
- Tham Morakot (en) (Trang)
- Tham Naresuan (en) (Phitsanulok)
- Tham Phii Man (en) (Mae Hong Son)
- Tham Hua Kalok (en) (Krabi)
- Tham Lot (en) (Mae Hong Son)
- Tham Mae Lana (en) (Mae Hong Son)
- Tham Phra Wang Daeng (en) (Phitsanulok)

#### Turquie
Entre parenthèses est indiquée la province de Turquie à laquelle appartient chaque cavité.
- Ayvaini
- Dupnisa
- Karaca (en) (Gümüşhane)
- Karain
- Keloğlan
- Yarımburgaz

#### Turkménistan
- Grotte Bakharden
- Kap-Kutan
- Grottes Koytendag[19]

#### Viêt Nam
« Hang » signifie « grotte » en vietnamien.
Entre parenthèses est indiquée la province ou municipalité du Viêt Nam à laquelle appartient chaque cavité.
- Cat Ba Island cave system (Quảng Ninh)
- Hang Cốc Bó (en) (Cao Bằng)
- Hang Con Moong (en) (Thanh Hóa)
- Dau Go cave et Sung Sot cave (Quảng Ninh)
- Huyen Khong et Tang Chon (en) (Đà Nẵng)
- Lang Trang (en)
- Grotte Phong Nha (Quảng Bình)
- Grotte Sơn Đông (Quảng Bình)
- Tam Cốc (en) (Ninh Bình)
- Thẩm Khuyên (en) (Lạng Sơn)
- Grotte Tiên Son (Quảng Bình)
- Grotte de Thien Duong (Quảng Bình)

### Europe

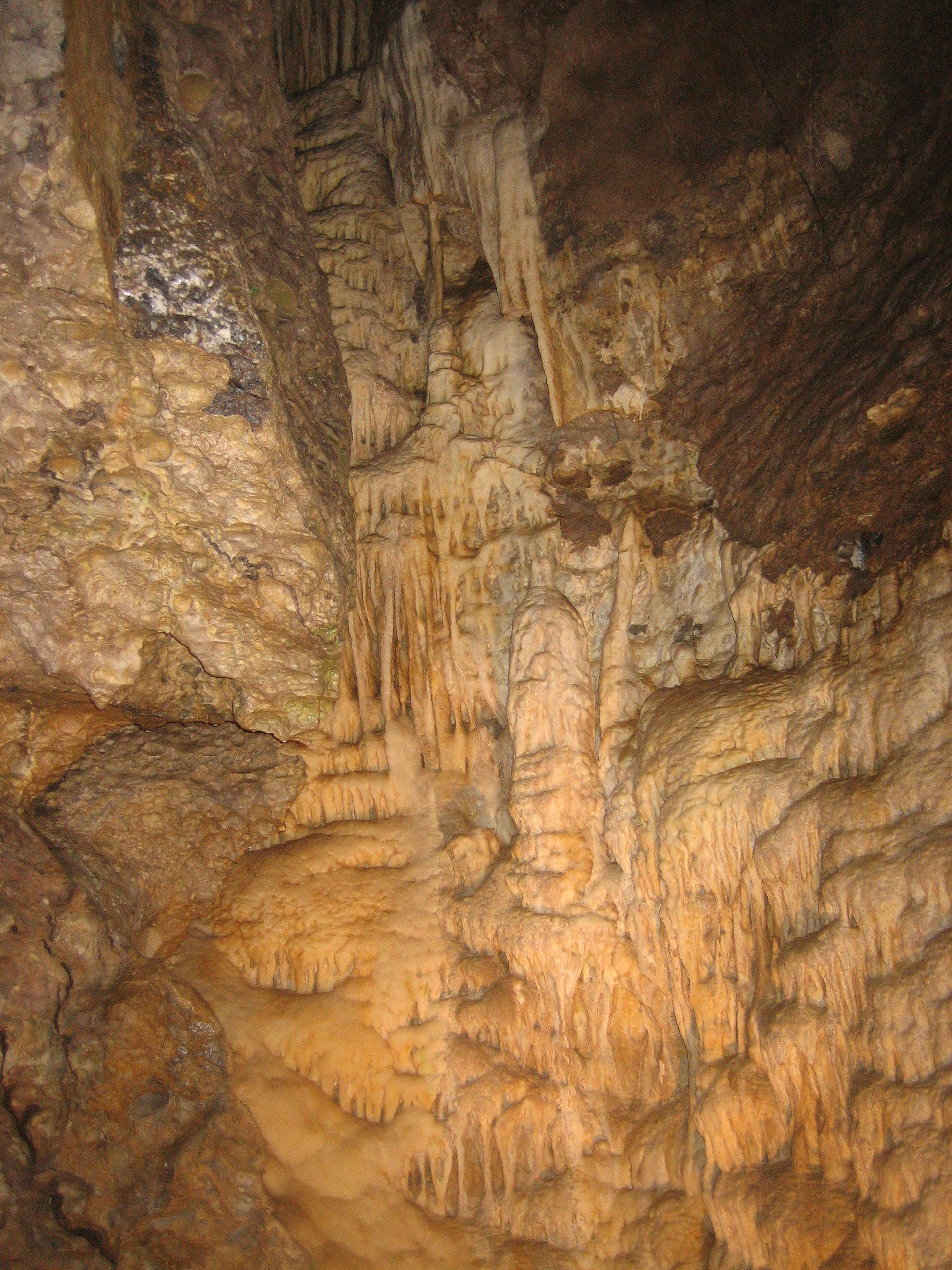
Grotte de Han, en Belgique.

#### Albanie
Les noms albanais « Shpella » ou « Shpellë » sont équivalents à « grotte » ou « caverne » en français.
Entre parenthèses est indiquée la préfecture d'Albanie dans laquelle se trouve chaque cavité.
- Shpella e Butrintit (sq) (Vlorë)
- Shpella e Gajtanit (en) (Shkodër)
- Shpella e Pëllumbasit (en) (Tirana)
- Shpellë Pirogoshi (en) (Berat)
- Shpella e Shën Marenës (en) (Vlorë)
- Shpella e Valit (sq) (Tirana)

#### Andorre
Pas de cavités souterraines naturelles répertoriées dans ce pays fin 2018.

#### Autriche
- Grotte Gudenus
- Eisriesenwelt
- Lamprechtsofen

#### Belgique
Le nom de chaque cavité est suivi de celui de sa localité la plus proche s'ils sont différents.
Entre parenthèses est indiqué le cours d'eau qui jouxte ou parcourt la cavité.
- Caverne de l'Abîme à Couvain (Eau Noire)
- Grotte de l'Abîme à Comblain-au-Pont (Ourthe)
- Gouffre de Belvaux à Rochefort (Lesse)
- Grotte de la Chauve-Souris à Vaucelles (Joncquière)
- Grotte de Claminforge à Falisolle (Biesme)
- Drève des Étançons  à Rochefort (Lesse)
- Grottes de Floreffe (Sambre)
- Grottes de Folx-les-Caves à Orp-Jauche (Petite Gette)
- Grottes de Goyet (Samson)
- Grottes de Han à Han-sur-Lesse (Lesse)
- Trou de Han à Han-sur-Lesse (Lesse)
- Grottes de Hotton (Ourthe)
- Grotte de Lorette-Rochefort à Rochefort (Lomme)
- Grotte Lyell à Éhein-Bas (Engihoul)
- Trou Magrite (nl) à Pont-à-Lesse (Lesse)
- Grotte La Merveilleuse à Dinant (Meuse)
- Grotte de Naulette à Dinant (Lesse)
- Grottes de Neptune à Couvin (Eau Noire)
- Grotte de Nicole à Ivoz-Ramet (Meuse)
- Grottes du Pont d'Arcole à Hastière (Féron)
- Grotte de Ramioul à Ivoz-Ramet (Meuse)
- Grottes de Remouchamps (Amblève)
- Grotte de Rosée à Éhein-Bas (Meuse)
- Grotte Sainte-Anne à Tilff (Ourthe)
- Grottes Schmerling à Awirs (ruisseau des Awirs)
- Grotte Scladina à Sclayn (Meuse)
- Grotte de Spy à Onoz (Orneau)
- Vallon des Chantoirs de Louveigné à Remouchamps (Rubicon)
- Grotte aux Végétations à Engis (Meuse)

#### Bosnie-Herzégovine
Pour chacune des deux entités fédérales de ce pays, la subdivision dans laquelle se trouve chaque cavité est indiquée entre parenthèses.
Les mots « pećina » (en bosnien et en serbo-croate), « Spilja » (en serbo-croate) et « пећина » (en serbe) signifient « grotte » ; le mot jama (en serbo-croate) ou « jама » (en serbe) signifie « fosse »

##### Fédération de Bosnie-et-Herzégovine
- Grotte de Badanj (Canton d'Herzégovine-Neretva)
- Bijambare (bs) (Canton de Sarajevo)
- Dabarska pećina (bs) (Canton d'Una-Sana)
- Djevojačka pećina (bs) (Canton de Tuzla)
- Pećina Lednica (sh) (Canton 10, alias Herceg-Bosna)
- Titova pećina (sh) (Canton 10, alias Herceg-Bosna)
- Vjetrenica (Canton d'Herzégovine-Neretva)

##### République serbe de Bosnie
- Пећина Бања Стијена (sr) (Région d'Istočno Sarajevo)
- Ваганска пећина (sr) (Région de Banja Luka)
- Велика пећина (sr) (Région de Trebinje)
- Пећина Ђатло (sr) (Région de Trebinje)
- Гирска пећина (sr) (Région d'Istočno Sarajevo)
- Говјештица (sr) (Région d'Istočno Sarajevo)
- Пећина Кук (sr) (Région d'Istočno Sarajevo)
- Јама Ледана (sr) (Région de Banja Luka)
- Пећина Ледењача (sr) (Région d'Istočno Sarajevo)
- Пећина Љубачево (sr) (Région de Banja Luka)
- Пећина Мишарица (sr) (Région de Banja Luka)
- Пећина Орловача (sr) (Région d'Istočno Sarajevo)
- Павлова пећина (sr) (Région de Trebinje)
- Пећина под липом (sr) (Région d'Istočno Sarajevo)
- Пећина Растуша (sr) (Région de Prijedor)
- Родића пећина (sr) (Région de Prijedor)
- Попова пећина (sr) (Région d'Istočno Sarajevo)

#### Bulgarie
Entre parenthèses est indiqué l'oblast de Bulgarie dans lequel se trouve chaque cavité.
- Grotte de Bacho Kiro (Gabrovo)
- Devetashka (en) (Lovetch)
- Diavolskoto Geurlo (Smolyan)
- Kozarnika (Vidin)
- Ledenika (en) (Vratsa)
- Grotte de Magoura (Vidin)
- Orlova Čuka (en) (Roussé)
- Prohodna (Lovetch)
- Saeva Doupka (en) (Lovetch)
- Snežanka (en) (Pazardjik)
- Uhlovitsa (en) (Smolyan)
- Yagodinska (en) (Smolyan)

#### Chypre
- Grotte d'Ayía Nápa (Famagouste)
- Grottes marines du Cap Greco (Famagouste)

#### Croatie
Les mots croates « jama » et « špilja » (špilje au pluriel) sont les équivalents de « gouffre » et « grotte » en français.
Entre parenthèses est indiqué le comitat de Croatie dans lequel se trouve chaque cavité.
- Baraćeve špilje (en) (Karlovac)
- Jama Baredine (en) (Istrie)
- Biserujka (Primorje-Gorski Kotar)
- Drakonjina špilja (en) (Split-Dalmatie)
- Grapčeva špilja (Split-Dalmatie)
- Jazovka (en) (Zagreb)
- Lac Rouge (Split-Dalmatie)
- Lukina Jama–Trojama (Lika-Senj)
- Modra špilja (en) (Split-Dalmatie)
- Vela Spila (en) (Dubrovnik-Neretva)
- Grotte de Vindija (Varaždin)
- Jama Vrtare Male (en) (Primorje-Gorski Kotar)

#### Espagne
« Cueva » en espagnol, ainsi que « cova » en catalan et en galicien, signifient « grotte » en français ; « sima » en espagnol et « avenc » en catalan peuvent se traduire par « gouffre » ou « aven » en français.

#### Estonie
- Piusa koopad (et)
- Ülgase koopad (et)

#### Finlande
Le nom finnois « luola », agglutiné ou non, est équivalent à « grotte » ou « caverne » en français.
Entre parenthèses est indiquée la région de Finlande dans laquelle se trouve chaque cavité.
- Halonen Cave (en) (Ostrobotnie du Nord)
- Hirvi-Simunan luola (fi) (Pirkanmaa)
- Jeremian luolat (fi) (Finlande propre)
- Koiravuoren kirkko (fi) (Savonie du Sud)
- Konatun kellari (fi) (Pirkanmaa)
- Korkia-Mauran jääluola (fi) (Laponie)
- Pahojärven piilokirkko (fi) (Finlande propre)
- Paistjärven pirunkirkko (fi) (Päijät-Häme)
- Pakattulan luola (fi) (Finlande propre)
- Viialan Pirunkellari (fi) (Pirkanmaa)
- Pirunpesä (Jalasjärvi) (en) (Ostrobotnie du Sud)
- Pirunpesä (Pori) (fi) (Satakunta)
- Pirunpesä (Porttikallio) (fi) (Päijät-Häme)
- Pirunpesä (Vesilahti) (fi) (Pirkanmaa)
- Rapalan luolat (fi) (Savonie du Sud)
- Susiluola (Ostrobotnie)
- Torholan luola (fi) (Uusimaa)
- Toskaljärven luola (fi) (Laponie)

#### France
Spéléométrie de la France (par départements)
Les cavités du département et région d'outre-mer (DROM) de La Réunion, ainsi que celles de la collectivité territoriale de Nouvelle-Calédonie, sont aussi listées respectivement dans les sections relatives au continent africain et à l'Océanie.

#### Grèce
Entre parenthèses sont indiqués le district ou l'ancien nome puis la périphérie où s'ouvre chaque cavité.
- Antre corycien (Phthiotide, Grèce-Centrale)
- Grotte d'Ilithyie (Héraklion, Crète)
- Grotte de Melissani (Céphalonie, Îles Ioniennes)
- Grotte de Miamou (Héraklion, Crète)
- Grotte de Patsos (Réthymnon, Crète)
- Grotte de Petralona (Chalcidique, Macédoine-Centrale)
- Grotte de Psychro (Lassithi, Crète)

#### Hongrie
- Grotte Bátori
- Grotte d'Erdőhát út
- Grotte de Ferenc-hegy
- Grotte de Királylak
- Église troglodyte Notre-Dame-des-Hongrois
- Système des grottes de Pálvölgy
- Grotte de Szemlő-hegy
- Grotte de Tábor-hegy
- Réseau Baradla
- Grotte Anna (Miskolc
- Grotte d'Istállós-kő
- Thermes troglodytiques de Miskolctapolca
- Grotte d'Abaliget (Abaliget

#### Irlande
La liste de cette section concerne uniquement les cavités des 26 comtés de la république d'Irlande (« Éire » en gallois). Les cavités situées dans les 6 comtés d'Irlande du Nord sont listées dans la section relative au Royaume-Uni.
Entre parenthèses sont indiqués successivement le comté historique et la province traditionnelle d'Irlande où se trouve chaque cavité.
- Aillwee Cave (en)  (Clare, Munster)
- Cloyne Cave (en) (Cork, Munster)
- Crag Cave (en) (Kerry, Munster)
- Dunmore Cave (en) (Kilkenny, Leinster)
- Fintan's Grave (en) (Tipperary, Munster)
- Killavullen Caves (en)  (Cork, Munster)
- Mitchelstown Cave (en) (Tipperary, Munster)
- Pol an Ionain (Clare, Munster)
- Pollatoomary (en) (Mayo, Connacht)
- Pollnagollum (en) (Clare, Munster)
- Shannon Cave (en) (Cavan et Fermanagh - en Irlande du Nord -, Ulster)
  - Shannon Pot (Cavan, Ulster)

#### Islande
Entre parenthèses sont indiqués la municipalité, puis le comté traditionnel ou la ville indépendante et enfin la région d'Islande où se trouve chaque cavité.
La plupart des cavités naturelles souterraines d'Islande sont des tubes de lave.
Le mot islandais « hellir » ou « hellar » signifie « grotte(s) » en français.
- Baðstofuhellir (is) (Mýrdalshreppur, Vestur-Skaftafellssýsla, Suðurland)
- Bjarnarhellir (is) (Borgarbyggð, Mýrasýsla, Vesturland)
- Bóðólfshellir (is) (Snæfellsbær, Snæfellsnes- og Hnappadalssýsla, Vesturland)
- Búðahellir (is) (Snæfellsbær, Snæfellsnes- og Hnappadalssýsla, Vesturland)
- Eyvindarhola (is) (Snæfellsbær, Snæfellsnes- og Hnappadalssýsla, Vesturland)
- Fiskhellar (is) (Vestmannaeyjar, Vestmannaeyjar, Suðurland)
- Fjósin (is)  (Vestmannaeyjar, Vestmannaeyjar, Suðurland)
- Grettishellir (is) (Húnavatnshreppur, Austur-Húnavatnssýsla, Norðurland vestra)
- Grjótagjá (Skútustaðahreppur, Suður-Þingeyjarsýsla, Norðurland eystra)
- Haugahellir (is) (Vestmannaeyjar, Vestmannaeyjar, Suðurland)
- Hellnahellir (en) (Rangárþing ytra), Rangárvallasýsla, Suðurland)
- Hildarhellir (is) (Vestmannaeyjar, Vestmannaeyjar, Suðurland)
- Holuborg (is) (Snæfellsbær, Snæfellsnes- og Hnappadalssýsla, Vesturland)
- Hundraðmannahellir (is) (Vestmannaeyjar, Vestmannaeyjar, Suðurland)
- Íshellir (is) (Snæfellsbær, Snæfellsnes- og Hnappadalssýsla, Vesturland)
- Landmannahellir (is) (Rangárþing ytra, Rangárvallasýsla, Suðurland)
- Laugarvatnshellar (is) (Bláskógabyggð, Árnessýsla, Suðurland)
- Lúsíuhellir (is) (Djúpavogshreppur, Suður-Múlasýsla, Austurland)
- Maríuhellar (is) (Garðabær, Kjósarsýsla, Höfuðborgarsvæðið)
  -  Vífilsstaðahellir
  - Urriðakotshellir
  - Draugahellir
  - Jósepshellir
- Páskahellir (is) (Fjarðabyggð, Suður-Múlasýsla, Austurland)
- Raufarhólshellir (is) (Ölfus, Árnessýsla, Suðurland)
- Surtshellir (Borgarbyggð, Mýrasýsla, Vesturland)
- Sönghellir (is) (Snæfellsbær, Snæfellsnes- og Hnappadalssýsla, Vesturland)
- Tintron (is) (Bláskógabyggð, Árnessýsla, Suðurland)
- Vatnshellir (is) (Snæfellsbær, Snæfellsnes- og Hnappadalssýsla, Vesturland)
- Vegamannahellir (is) (Snæfellsbær, Snæfellsnes- og Hnappadalssýsla, Vesturland)
- Víðgelmir (is) (Borgarbyggð, Mýrasýsla, Vesturland)
- Þórðarhellir (is) (Árneshreppur, Strandasýsla, Vestfirðir)
- Þríhnjúkahellir (is) (Kópavogur, Kjósarsýsla, Höfuðborgarsvæðið)
- Þvottahellir (is) (Hvalfjarðarsveit, Borgarfjarðarsýsla, Vesturland)
- Æðahellir (is) (Vestmannaeyjar, Vestmannaeyjar, Suðurland)

#### Italie
Entre parenthèses sont indiquées la commune, la province ou ville métropolitaine, puis la région d'Italie dans laquelle se trouve chaque cavité.
- Grotte de l'Addaura (Palerme, Palerme, Sicile)
- Grotte Bleue[Note 13] (Anacapri, Naples, Campanie)
- Grottes du Bue Marino (Dorgali, Nuoro, Sardaigne)
- Grottes de Castellana (Castellana Grotte, Bari, Pouilles)
- Grotta del Cavallone (it) (Lama dei Peligni et Taranta Peligna, Chieti, Abruzzes)
- Grotte du Chien (Pouzzoles)[Note 14](Naples, Naples, Campanie)
- Grotta del Colle (it) (Rapino, Chieti, Abruzzes)
- Grotta delle Felci[Note 15] (Capri, Naples, Campanie)
- Grottes de Coreca, dans la commune d'Amantea dans la province de Cosenza.
- Grottes de Frasassi (Genga, Ancône, Marches)
- Grotte du Gel[Note 16] (Randazzo, Catane, Sicile)
- Grotta Gigante (Sgonico, Trieste, Frioul-Vénétie Julienne)
- Grotte Guattari[Note 17] (San Felice Circeo, Latina, Latium)
- Grotte de Neptune (Alghero, Sassari, Sardaigne)
- Oreille de Denys (Syracuse, Syracuse, Sicile)
- Grotte di Pietrasecca (it) (Carsoli, L'Aquila, Abruzzes)
  - Grotta dell'Ovito
  - Grotta del Cervo
- Grotta della Pietrosa (it) (Palmi, Reggio de Calabre, Calabre)
- Grotte di Pignarelle (it) (Palmi, Reggio de Calabre, Calabre)
- Grotte du Romito (Papasidero, Cosenza, Calabre)
- Site de Vitozza[Note 18] (Sorano, Grosseto, Toscane)

#### Lettonie
Entre parenthèses sont indiquées la municipalité (en letton : novads, pluriel novadi) puis la région de Lettonie dans lesquelles se trouve chaque cavité.
Le nom commun « ala(s) » en letton signifie « grotte(s) » en français. « Velnala » ou « Velna ala » signifie « grotte du Diable ».
- Abavas Velnala (lv) (Kandava, Courlande)
- Adamaita ala (lv) (Krimulda (en), Vidzeme)
- Avotmuižas Velnala (lv) (Krimulda (en), Vidzeme)
- Blusu ala (lv) (Sigulda, Vidzeme)
- Bruņa ala (lv) (Amata, Vidzeme)
- Bruņuzivju ala (lv) (Amata, Vidzeme)
- Buļu alas (lv) (Krimulda (en), Vidzeme)
- Dravantu ala (lv) (Līgatne, Vidzeme)
- Gūtmaņa ala (lv) (Sigulda, Vidzeme)
- Kraukļu ala (lv) (Sigulda, Vidzeme)
- Krimuldas Velnala (lv) (Sigulda, Vidzeme)
- Kubeseles ala (lv) (Krimulda (en), Vidzeme)
- Riežupes smilšu alas (lv) (Kuldīga, Courlande)
- Saulstaru ala (lv) (Krimulda (en), Vidzeme)
- Sikspārņu alas (lv) (Priekuļi, Vidzeme)
- Spulgsūnas ala (lv) (Priekuļi, Vidzeme)
- Vaidavas pilskalna ala (lv) (Kocēni (en), Vidzeme)
- Vinterala (lv) (Cēsis, Vidzeme)

#### Lituanie
Entre parenthèses sont indiquées la municipalité puis la communauté de communes et enfin la région historique de Lituanie dans lesquelles se trouve chaque cavité.
Les noms communs « ola » et « urvas » en lituanien signifient « grotte » et « caverne » en français. Le nom duobé signifie « gouffre » ou « puits ».
- Ievos duobė (lt)  (Biržai, Panevėžys, Haute Lituanie)
- Jaronio duobė (lt) (Biržai, Panevėžys, Haute Lituanie)
- Karvės Ola (lt) (Biržai, Panevėžys, Haute Lituanie)
- Lapės Ola (lt) (Biržai, Panevėžys, Haute Lituanie)
- Velniapilio ola (lt) (Biržai, Panevėžys, Haute Lituanie)
- Žalsvasis šaltinis (lt) (Pasvalys, Panevėžys, Haute Lituanie)

#### Macédoine
- Vrelo Cave (en)

#### Malte
- Għar Dalam (Birżebbuġa, Nofsinhar)
- Grotte Bleue (Il-Qrendi, Nofsinhar)

#### Moldavie
- Grotte des Défunts (Arionești, Dondușeni)
- Grotte Émile Racovitsa (Criva, Briceni)
- Grotte des Surprises (Criuleni, Criuleni)

#### Monaco
- Grotte de l'Observatoire

#### Monténégro
Les noms communs serbo-croates « špilja » et « pećina » signifient « grotte » et « caverne » en français.
Entre parenthèses sont indiquées la localité près de laquelle se trouve la cavité et la municipalité à laquelle elle est rattachée.
- Plava špilja (sh) (Luštica, Herceg Novi)
- Grotte de Ledena (Durmitor, Žabljak)

#### Norvège
Le nom commun norvégien « grotta » signifie « grotte » en français.
Entre parenthèses sont indiqués la commune puis le comté (fylke) de Norvège où se trouve chaque cavité.
- Aunhola (no) (Brønnøy, Nordland)
- Grønligrotta (Rana, Nordland)
- Hamnsundhelleren (no) (Haram, Møre og Romsdal)
- Jordbrugrotta (no) (Rana, Nordland)

#### Pays-Bas
Le nom commun néerlandais « grot » signifie « grotte » en français.
Entre parenthèses sont indiquées la commune puis la province des Pays-Bas où se trouve chaque cavité.
- Fluweelengrot (Valkenburg, Limbourg)
- Gemeentegrot (nl) (Valkenburg, Limbourg)

#### Pologne
Le nom commun polonais « jama » signifie « grotte » en français.
Entre parenthèses sont indiquées la gmina (commune) puis le powiat (district) s'il est différent de la commune et enfin la voïvodie (province) de Pologne où se trouve chaque cavité.
- Smocza Jama (Cracovie, Petite-Pologne)

#### Portugal
Les noms communs portugais « gruta(s) » et « furna(s) » ou « lapa(s) » signifient « grotte (s) » et « caverne(s) » en français.

##### Portugal continental
Entre parenthèses sont indiquées la municipalité puis le district, la sous-région et enfin la région du Portugal continental où se trouve chaque cavité.
- Nascente do Almonda (pt) (Torres Novas, Santarém, Moyen Tage, Centre)
- Grutas de Alvados (pt) (Porto de Mós, Leiria, Pinhal littoral, Centre)
- Necrópole de Carenque (Amadora, Lisbonne, Grand Lisbonne, Lisbonne)
- Gruta do Escoural (pt) (Montemor-o-Novo, Évora, Alentejo central, Alentejo)
- Gruta da Furninha (Peniche, District d'Évora, Ouest, Centre)
- Grutas de Lapas (Torres Novas, Santarém, Moyen Tage, Centre)
- Grottes de Mira de Aire (Porto de Mós, Leiria, Pinhal littoral, Centre)
  - Gruta dos Moinhos Velhos (pt)
  - Gruta da Pena
  - Gruta da Contenda
- Grutas da Moeda (Batalha, Leiria, Pinhal littoral, Centre)
- Lapa dos Pocilgões (pt) (Porto de Mós, Leiria, Pinhal littoral, Centre)
- Grutas da Quinta do Anjo (Palmela, Setúbal, Péninsule de Setúbal, Lisbonne)
- Grottes de São Bartolomeu (Lourinhã, Lisbonne, Ouest, Centre)

##### Açores
Entre parenthèses sont indiquées la freguesia (paroisse civile), la municipalité puis l'île de l'archipel portugais des Açores où se trouve chaque cavité.
- Furna de Água (pt) (Posto Santo (pt) Angra do Heroísmo, Île de Terceira)
- Gruta das Agulhas (pt) (Porto Judeu (pt), Angra do Heroísmo, Île de Terceira)

##### Madère
Entre parenthèses sont indiquées la freguesia (paroisse civile), la municipalité puis l'île de l'archipel portugais de Madère où se trouve chaque cavité.
- Grutas de São Vicente (pt) (São Vicente, São Vicente, Île de Madère)

#### République tchèque
Les mots tchèques « jeskyně » et « propast » sont les équivalents de « grotte » et « gouffre » ou « abîme » en français.
Entre parenthèses est indiquée la région de la République tchèque dans laquelle se trouve chaque cavité.
- Amatérská jeskyně (Moravie-du-Sud)
  - Jeskyně 13C (cs)
  - Propast Macocha
  - Jeskyně Nová Rasovna (cs)
  - Jeskyně Piková dáma (cs)
  - Punkevní jeskyně
  - Sloupsko-šošůvské jeskyně (cs)
  - Jeskyně Spirálka (cs)
- Jeskyně Arnoldka (cs) (Bohême centrale)
- Jeskyně Balcarka (cs) (Moravie-du-Sud)
- Bozkovské dolomitové jeskyně (cs) (Liberec)
- Jeskyně Býčí skála (en) (Moravie-du-Sud)
  - Rudické propadání (cs)
- Chýnovská jeskyně (Bohême-du-Sud)
- Jeskyně Ementál (cs) (Bohême centrale)
- Hranická propast (en) (Olomouc)
- Jeskyně Jáchymka (cs) (Moravie-du-Sud)
- Javoříčské jeskyně (cs) (Olomouc)
  - Jeskyně Míru (cs)
- Kateřinská jeskyně (cs) (Moravie-du-Sud)
- Kněhyňská jeskyně (cs) (Moravie-Silésie)
- Koněpruské jeskyně (en) (Bohême centrale)
- Jeskyně Kostelík (cs) (Moravie-du-Sud)
- Králova jeskyně (cs) (Moravie-du-Sud)
- Jeskyně Kropenka (cs) (Olomouc)
- Loupežnická jeskyně (cs) (Ústí nad Labem)
- Mladečské jeskyně (en) (Olomouc)
- Jeskyně Na Pomezí (cs) (Olomouc)
- Jeskyně Na Špičáku (cs) (Olomouc)
- Jeskyně Na Turoldu (cs) (Moravie-du-Sud)
  - Jeskyně Liščí díra (cs)
- Ochozská jeskyně (cs) (Moravie-du-Sud)
- Jeskyně Pekárna (cs) (Moravie-du-Sud)
- Petrovská díra (cs) (Plzeň)
- Jeskyně Šipka (en) (Moravie-Silésie)
- Jeskyně Skrýše (cs) (Hradec Králové)
- Jeskyně pod Sněžníkem (cs) (Ústí nad Labem)
- Strašínská jeskyně (cs) (Plzeň)
- Sudslavická jeskyně (cs) (Bohême-du-Sud)
- Jeskyně Výpustek (cs) (Moravie-du-Sud)
- Cavernes d'aragonite de Zbrašov (Olomouc)

#### Roumanie
- Grotte de Coliboaia
- Grotte de Movile
- Peștera Muierilor
- Peștera cu Oase

#### Royaume-Uni
Entre parenthèses est indiqué le comté du Royaume-Uni dans lequel se trouve chaque cavité.
Le mot anglais « cave » désigne une grotte classique, tandis que « grotto » désigne plutôt une grotte à usage et/ou aménagement anthropique.

##### Angleterre
- Aveline's Hole (Somerset)
- Grotte de Charterhouse (Somerset)
- Gaping Gill (Yorkshire du Nord)
- Grotte de Gough (Somerset)
- Grotte de Kent (Devon)
- Merlin's Cave (Cornouailles)
- Shell Grotto (Kent)
- Grottes de Wookey Hole (Somerset)

##### Écosse
- Grotte de Fingal

##### Pays de Galles
- Grotte du Trou de la Chèvre (Swansea)

##### Irlande du Nord
La liste de cette section concerne uniquement les cavités des six comtés d'Irlande du Nord. Les cavités des vingt-six comtés de la république d'Irlande (« Éire » en gallois) sont listées dans la section relative à l'Irlande.
Entre parenthèses sont indiqués successivement le district, le comté historique et la province traditionnelle d'Irlande du Nord où se trouve chaque cavité.
Les noms décalés à droite sont des cavités mineures en liaison ou en proximité avec la cavité principale indiquée au-dessus.
- Badger Pot et Pigeon Pot (en) (Fermanagh, Fermanagh, Ulster)
- Marble Arch Caves (en) (Fermanagh, Fermanagh, Ulster)
- Portbraddon Cave (en) (Moyle, Antrim, Ulster)
- Shannon Cave (en) (Fermanagh, Fermanagh et Cavan - en Irlande -, Ulster)
- Caves of the Tullybrack and Belmore hills (en) (Fermanagh, Fermanagh, Ulster)

##### Dépendances en Europe

###### Gibraltar
- Grotte de la Carrière de Forbes
- Grotte de Gorham
- Grotte de Saint Michel
- Vanguard Cave (en)

###### Îles Anglo-Normandes
Guernesey
- Le Creux es Faies (Saint-Pierre-du-Bois, Guernesey)

    Jersey
- La Cotte de Saint-Brélade (Saint-Brélade, Jersey)

#### Russie
- Grotte de Denisova
- Grotte d'Ignatievka
- Grotte de Mezmaiskaya
- Grotte d'Orda
- Grotte de Sugomak (Oural)
- Grotte de Tchertovy Vorota

#### Serbie
- Lazareva Pećina (Лазарева пећина = Grotte de Lazare) (en) (Bor, District de Bor, Serbie centrale)
- Пећина Верњикица (Grotte de Vernjikica) (sr) (Bor, District de Bor, Serbie centrale)

#### Slovaquie
- Grotte Domica (Kečovo, Rožňava, Košice)

#### Slovénie
Entre parenthèses est indiquée la région historique de Slovénie dans laquelle se trouve chaque cavité.
- Grotte de Postojna (Carniole-Intérieure)
- Grottes de Škocjan[20] (Carniole-Intérieure)

#### Suède
Entre parenthèses sont indiquées la commune, le comté puis la région de Suède où se trouve chaque cavité.
- Korallgrottan (Strömsund, Jämtland, Norrland)
- Lummelundagrottan (Gotland, Gotland, Gotaland)

#### Suisse
Entre parenthèses sont indiqués la commune, le district ou assimilé puis le canton de Suisse où se trouve chaque cavité.
- Grotte de Cotencher (Rochefort, Région Littoral, Canton de Neuchâtel)
- Le Creux-Genat (Haute-Ajoie, Porrentruy, Canton du Jura)
- Grottes aux Fées de Vallorbe (Vallorbe, Jura-Nord vaudois, Canton de Vaud)
- Grottes de Réclère (Haute-Ajoie, Porrentruy, Canton du Jura)
- Grotte aux Fées de Saint-Maurice (Saint-Maurice, District de Saint-Maurice, Canton du Valais)

#### Ukraine
- Grotte Optimiste (Borchtchiv)
- Grotte du Prêtre (Borchtchiv)

### Océanie et Antarctique

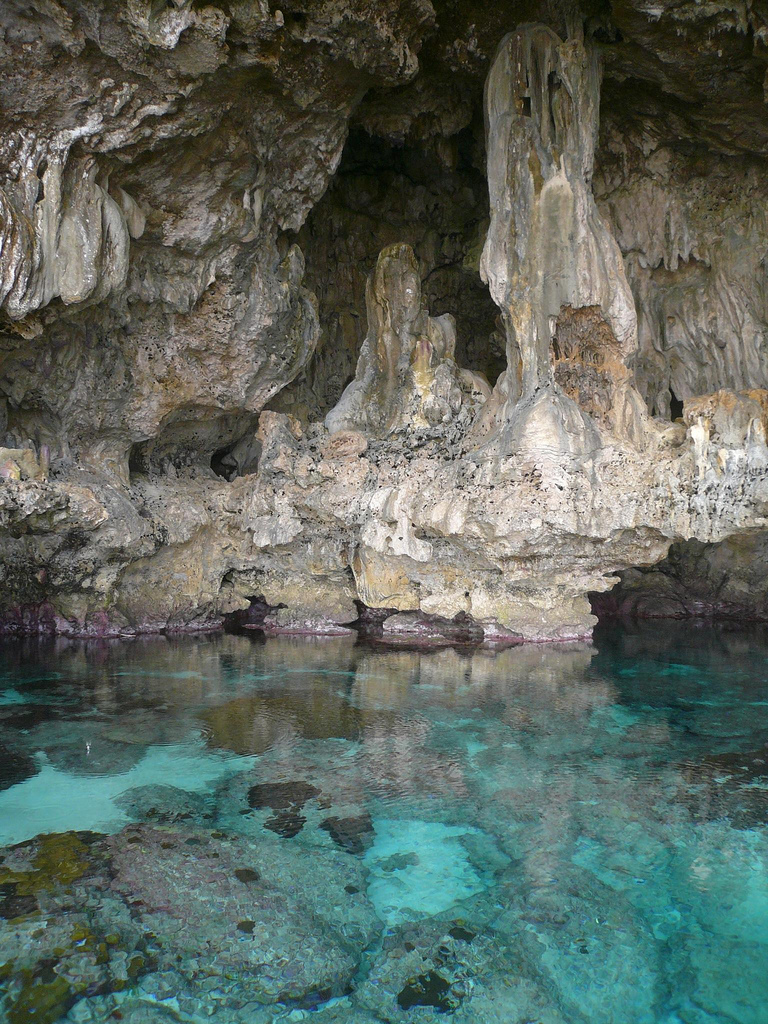
Grotte d'Avaiki, à Niue.

Cette section inclut le continent austral de l'Antarctique, l'État américain d'Hawaï et la collectivité territoriale française de Nouvelle-Calédonie.

#### Antarctique
Pas de cavités souterraines naturelles recensées pour ce territoire fin 2018.

#### Australie
Le mot « cave » en anglais signifie « grotte » en français.

##### Australie-Méridionale
- Blanche Cave (en)
- Engelbrecht Cave (en)
- Green Waterhole Cave (en)
- Murrawijinie Cave (en)
- Koonalda Cave (en)
- Koongine Cave (en)

##### Australie-Occidentale
- Abrakurrie Cave (en)
- Crystal Cave (en)
- Devil's Lair (en)
- Drovers Cave (en)
- Hippos Yawn (en)
- Mammoth Cave (en)
- Moondyne Cave (en)
- Ngilgi Cave (en)
- Old Homestead Cave (en)

##### Nouvelle-Galles du Sud
- Abercrombie Caves (en)
- Ashford Caves (en)
- Borenore Caves (en)
- Bungonia Caves (en)
- Cliefden Caves (en)
- Hermit's Cave (en)
- Jenolan Caves (en)
- Mermaids Cave (en)
- Pindar Cave (en)
- Wellington Caves (en)
- Willi Willi Caves (en)
- Wombeyan Caves (en)
- Wyanbene Caves (en)
- Yarrangobilly Caves (en)

##### Queensland
- Camooweal Caves (de)
- Capricorn Caves (en)
- Fireclay Caverns (en)
- Mount Etna Caves (en)

##### Tasmanie
- Hastings Caves (en)
- Kutikina Cave (en)

##### Territoire du Nord
- Lasseter's Cave (en)

##### Victoria
- Buchan Caves (en)
- Grotte de Cloggs
- Mudgegonga rock shelter (en)
- New Guinea II Cave (en)
- Princess Margaret Rose Cave (en)
- Tarragal Caves (en)

#### Hawaï
- Kazumura

#### Nauru
- Moqua Caves (en)

#### Niue
- Grotte d'Avaiki
- Grotte de Liku
- Grotte de Palaha
- Grotte de Tavala

#### Nouvelle-Calédonie
La Nouvelle-Calédonie est une collectivité territoriale française
- Grottes de Pindaï (Province Nord)

#### Nouvelle-Zélande
- Aurora Cave (en)
- Broken River Cave (en)
- Bulmer Cavern (en)
- Cathedral Caves (en)
- Clifden Cave System (en)
- Ellis Basin Cave System (en)
- Harwood Hole (en)
- Honeycomb Hill Cave (en)
- Metro Cave / Te Ananui Cave (en)
- Moncks Cave (en)
- Nettlebed Cave (en)
- Ngarua Caves (en)
- Rawhiti Cave (en)
- Riuwaka underground river
- Te Ana-au Caves (en)
- Grottes de Waitomo
  - Aranui Cave
  - Gardner's Gut (en)
  - Glowworm Caves
  - Ruakuri Cave (en)
- Wiri Lava Cave (en)

#### Papouasie-Nouvelle-Guinée
- Afawa Cave (en)
- Atea Cave (en)
- Diu Diu Cave (en)
- Grotte d'Esa'ala (fictive)
- Grotte de Kilu
- Tawali Skull Cave (en)

#### Samoa
- Falemauga Caves (en)

#### Tuvalu
- Grottes marines de Nanumaga

#### Vanuatu
- Yeyenwu (en)

## Autres planètes et satellites
Dans le domaine de l'exospéléologie, des cavités ont été identifiées sur d'autres planètes ou satellites de notre système solaire.

### Mars

#### Arsia Mons
| |  |                       |
| Cavités vues par THEMIS : (A) Dena, (B) Chloë, (C) Wendy, (D) Annie, (E) Abby (à gauche) et Nikki, et (F) Jeanne. |  | Gros plan sur Jeanne. |

Un grand nombre de cavités d'effondrement auraient été identifiées en 2007 sur les flancs de l'édifice volcanique martien Arsia Mons par l'instrument THEMIS de la sonde 2001 Mars Odyssey, notamment sept structures qui ont reçu des noms de travail informels :
- Dena par 6,084° S et 239,061° E
- Chloë par 4,296° S et 239,193° E
- Wendy par 8,099° S et 240,242° E
- Annie par 6,267° S et 240,005° E
- Abby et Nikki par 8,498° S et 240,349° E
- Jeanne par 5,636° S et 241,259° E

#### Pavonis Mons

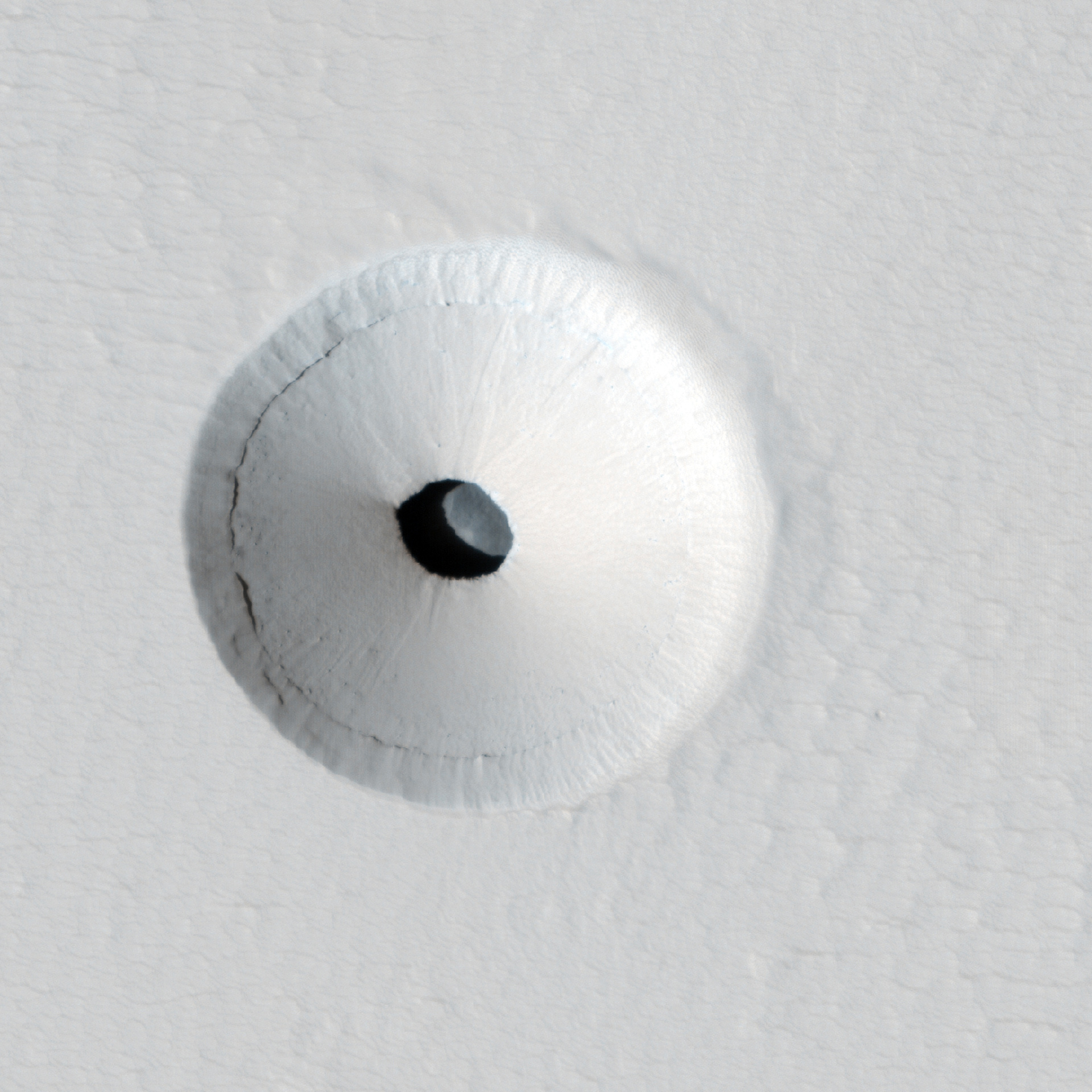
Lucarne de 35 m dans un champ de lave sur Pavonis Mons (photo HiRISE).

Une image capturée fortuitement en 2011 par la caméra High Resolution Imaging Science Experiment (HiRISE) embarquée à bord de Mars Reconnaissance Orbiter a mis en évidence un trou d'environ 35 mètres de diamètre sur les pentes du volcan bouclier géant Pavonis Mons. Les chercheurs estiment que ce trou constitue l’entrée d’une grotte formée par de la lave, dans lequel des traces de vie pourraient être trouvées. Les éboulis visibles dans l'ouverture se situent à une profondeur estimée de 28 mètres. Un modèle numérique a, par ailleurs, permis aux chercheurs d'estimer à au moins 62 mètres la hauteur de ce remplissage d'éboulis. La profondeur initiale de la grotte serait donc de 90 mètres environ.
De telles grottes de lave pourraient permettre d'établir, en leur sein, des bases souterraines à destination des colons qui seront envoyés vers Mars à l'avenir, à condition que ces grottes soient facilement accessibles, ce qui ne semble pas être le cas du phénomène évoqué ci-dessus.

### Lune

#### Collines Marius
En 2009, des chercheurs de l'agence d'exploration spatiale japonaise (JAXA) ont repéré une caverne de 50 kilomètres de long sur la surface lunaire. Un examen approfondi, à partir de la mission japonaise SELENE et de la mission américaine GRAIL, a permis aux chercheurs japonais d'affirmer que cette cavité souterraine serait apparue à la suite de l’effondrement du plafond d’un tube de lave situé sous la zone des collines Marius[réf. nécessaire]. Le volume souterrain ainsi accessible pourrait héberger une future base spatiale lunaire.